# Composition des équipes au Championnat du monde masculin de handball 2019
Cet article liste les compositions des équipes qualifiées au Championnat du monde masculin de handball 2019 organisé au Danemark en Allemagne du 10 janvier au 27 janvier 2019.
Le club, le nombre de sélections et le nombre de buts sont ceux avant la compétition.

## Légende
La signification des abréviations est :
| Avant la compétition | Avant la compétition        | Avant la compétition | Avant la compétition | Statistiques de la compétition | Statistiques de la compétition                |
| -------------------- | --------------------------- | -------------------- | -------------------- | ------------------------------ | --------------------------------------------- |
| N°                   | Numéro de maillot           | GB                   | Gardien de but       | MJ                             | Nombre de matchs joués                        |
| Naiss.               | Date de naissance           | ALG                  | Ailier gauche        | Temps                          | Temps de jeu*                                 |
| Pos.                 | Poste                       | ARG                  | Arrière gauche       | Buts                           | Nombre de buts marqués lors de la compétition |
| T                    | Taille en mètre             | DC                   | Demi-centre          |                                | Avertissement (carton jaune)                  |
| Club                 | Club du joueur              | ARD                  | Arrière droit        | Suspension                     | Exclusion temporaire (deux minutes)           |
| Sél.                 | Nombre de sélections        | ALD                  | Ailier droit         |                                | Disqualification (carton rouge)               |
| Buts                 | Nombre de buts en sélection | P                    | Pivot                |                                | Disqualification + rapport (carton bleu)      |

*Un temps de jeu de 0:00 signifie que le joueur était sur la feuille de match mais n'a pas été utilisé.

## Groupe A

### Brésil
Documents officiels : [PDF] Liste des 28 ; Effectif ; Statistiques
Encadrement
| Fonction      | Nom              | Nationalité |
| ------------- | ---------------- | ----------- |
| Sélectionneur | Washington Nunes | Brésil      |

Effectif
| Avant la compétition | Avant la compétition   | Avant la compétition | Avant la compétition | Avant la compétition | Avant la compétition | Avant la compétition | Statistiques de la compétition | Statistiques de la compétition | Statistiques de la compétition | Statistiques de la compétition | Statistiques de la compétition | Statistiques de la compétition | Statistiques de la compétition |
| N°                   | Joueur                 | Pos.                 | Taille               | Club                 | Sél.                 | Buts                 | MJ                             | Temps                          | Buts                           |                                | Suspension                     |                                |                                |
| -------------------- | ---------------------- | -------------------- | -------------------- | -------------------- | -------------------- | -------------------- | ------------------------------ | ------------------------------ | ------------------------------ | ------------------------------ | ------------------------------ | ------------------------------ | ------------------------------ |
| 2                    | Henrique Teixeira      | DC                   | 1,92                 | CSM Bucarest         | 112                  | 172                  | 8                              | 4:30:15                        | 6                              | 1                              | 4                              | 0                              | 0                              |
| 7                    | Guilherme Valadão Gama | ARG                  | 1,94                 | HC Taubaté           | 60                   | 176                  | 8                              | 2:29:25                        | 8                              | 2                              | 2                              | 0                              | 0                              |
| 10                   | José Toledo            | ARD                  | 1,93                 | Wisła Płock          | 82                   | 216                  | 8                              | 5:09:57                        | 37                             | 3                              | 3                              | 0                              | 0                              |
| 14                   | Thiagus dos Santos     | ARG                  | 1,98                 | FC Barcelone         | 131                  | 228                  | 8                              | 4:25:14                        | 8                              | 1                              | 3                              | 0                              | 0                              |
| 17                   | Alexandro Pozzer       | P                    | 1,92                 | CSM Bucarest         | 100                  | 148                  | 8                              | 2:52:48                        | 13                             | 0                              | 0                              | 0                              | 0                              |
| 18                   | Felipe Borges          | ALG                  | 1,88                 | Tremblay-en-France   | 210                  | 730                  | 8                              | 6:21:00                        | 30                             | 1                              | 4                              | 0                              | 0                              |
| 19                   | Fábio Chiuffa          | ALD                  | 1,87                 | Sporting CP Lisbonne | 138                  | 352                  | 8                              | 4:26:19                        | 17                             | 0                              | 1                              | 0                              | 0                              |
| 25                   | Vinícius Teixeira      | P                    | 1,89                 | HC Taubaté           | 135                  | 540                  | 8                              | 1:46:55                        | 10                             | 0                              | 0                              | 0                              | 0                              |
| 32                   | Cleryston Novais       | ALG                  | 1,80                 | Beykoz Belediyespor  | 22                   | 34                   | 7                              | 1:31:09                        | 2                              | 0                              | 1                              | 0                              | 0                              |
| 35                   | Thiago Ponciano        | ARG                  | 1,93                 | BM Ciudad Encantada  | 27                   | 20                   | 8                              | 2:44:36                        | 0                              | 3                              | 6                              | 0                              | 0                              |
| 37                   | Haniel Langaro         | ARG                  | 1,97                 | Dunkerque HBGL       | 60                   | 284                  | 8                              | 5:37:32                        | 37                             | 0                              | 3                              | 1                              | 0                              |
| 49                   | Raul Nantes            | ARG                  | 1,95                 | SCDR Anaitasuna      | 70                   | 250                  | 8                              | 1:10:44                        | 14                             | 0                              | 0                              | 0                              | 0                              |
| 62                   | Leonardo Terçariol     | GB                   | 1,94                 | BM Granollers        | 35                   | 1                    | 8                              | 3:20:54                        | 3                              | 0                              | 0                              | 0                              | 0                              |
| 77                   | Rudolph Hackbarth      | ALD                  | 1,89                 | EC Pinheiros         | 19                   | 262                  | 8                              | 3:26:23                        | 16                             | 0                              | 0                              | 0                              | 0                              |
| 89                   | César Almeida          | GB                   | 1,87                 | BM Granollers        | 90                   | 4                    | 8                              | 4:10:02                        | 1                              | 0                              | 0                              | 0                              | 0                              |
| 95                   | Gustavo Rodrigues      | ARD                  | 1,90                 | US Créteil           | 20                   | 70                   | 8                              | 1:56:53                        | 10                             | 0                              | 6                              | 0                              | 0                              |
| Moyenne              | Moyenne                | Moyenne              | 1,91                 |                      | 86                   | 227                  | Total                          | Total                          | 212                            | 16                             | 33                             | 1                              | 0                              |

Le banc brésilien a écopé de cinq cartons jaunes.

### Allemagne
Documents officiels :  [PDF] Liste des 28 ; Effectif ; Statistiques
Encadrement
| Fonction      | Nom              | Nationalité |
| ------------- | ---------------- | ----------- |
| Sélectionneur | Christian Prokop | Allemagne   |
| Co-Trainer    | Alexander Haase  | Allemagne   |

Effectif
| Avant la compétition | Avant la compétition | Avant la compétition | Avant la compétition | Avant la compétition     | Avant la compétition | Avant la compétition | Statistiques de la compétition | Statistiques de la compétition | Statistiques de la compétition | Statistiques de la compétition | Statistiques de la compétition | Statistiques de la compétition | Statistiques de la compétition |
| N°                   | Joueur               | Pos.                 | Taille               | Club                     | Sél.                 | Buts                 | MJ                             | Temps                          | Buts                           |                                | Suspension                     |                                |                                |
| -------------------- | -------------------- | -------------------- | -------------------- | ------------------------ | -------------------- | -------------------- | ------------------------------ | ------------------------------ | ------------------------------ | ------------------------------ | ------------------------------ | ------------------------------ | ------------------------------ |
| 3                    | Uwe Gensheimer       | ALG                  | 1,88                 | Paris Saint-Germain      | 158                  | 733                  | 10                             | 7:23:28                        | 56                             | 1                              | 4                              | 0                              | 0                              |
| 6                    | Finn Lemke           | ARG                  | 2,10                 | MT Melsungen             | 65                   | 23                   | 10                             | 2:30:15                        | 2                              | 1                              | 1                              | 0                              | 0                              |
| 7                    | Patrick Wiencek      | P                    | 2,01                 | THW Kiel                 | 120                  | 273                  | 10                             | 5:38:34                        | 12                             | 2                              | 8                              | 1                              | 0                              |
| 8                    | Tim Suton            | DC                   | 1,91                 | TBV Lemgo                | 8                    | 12                   | 3                              | 49:42                          | 5                              | 0                              | 1                              | 0                              | 0                              |
| 10                   | Fabian Wiede         | ARD                  | 1,94                 | Füchse Berlin            | 62                   | 117                  | 10                             | 5:13:15                        | 24                             | 2                              | 1                              | 0                              | 0                              |
| 12                   | Silvio Heinevetter   | GB                   | 1,94                 | Füchse Berlin            | 177                  | 2                    | 10                             | 2:51:21                        | 1                              | 0                              | 0                              | 0                              | 0                              |
| 13                   | Hendrik Pekeler      | P                    | 2,03                 | THW Kiel                 | 82                   | 125                  | 10                             | 5:59:13                        | 20                             | 2                              | 8                              | 1                              | 0                              |
| 17                   | Steffen Weinhold     | ARD                  | 1,91                 | THW Kiel                 | 110                  | 279                  | 9                              | 2:45:07                        | 9                              | 2                              | 2                              | 0                              | 0                              |
| 19                   | Martin Strobel       | DC                   | 1,87                 | HBW Balingen-Weilstetten | 137                  | 156                  | 7                              | 2:40:00                        | 10                             | 1                              | 1                              | 0                              | 0                              |
| 23                   | Steffen Fäth         | ARG                  | 1,95                 | Rhein-Neckar Löwen       | 64                   | 133                  | 10                             | 2:19:05                        | 22                             | 0                              | 0                              | 0                              | 0                              |
| 24                   | Patrick Groetzki     | ALD                  | 1,89                 | Rhein-Neckar Löwen       | 130                  | 347                  | 10                             | 7:51:31                        | 14                             | 0                              | 3                              | 0                              | 0                              |
| 25                   | Kai Häfner           | ARD                  | 1,92                 | TSV Hannover-Burgdorf    | 68                   | 149                  | 5                              | 1:35:40                        | 7                              | 0                              | 1                              | 0                              | 0                              |
| 32                   | Franz Semper         | ARD                  | 1,90                 | SC DHfK Leipzig          | 2                    | 8                    | 4                              | 48:13                          | 3                              | 0                              | 0                              | 0                              | 0                              |
| 33                   | Andreas Wolff        | GB                   | 1,98                 | THW Kiel                 | 71                   | 9                    | 10                             | 6:09:10                        | 0                              | 0                              | 0                              | 0                              | 0                              |
| 37                   | Matthias Musche      | ALG                  | 1,86                 | SC Magdebourg            | 28                   | 45                   | 10                             | 2:38:21                        | 15                             | 0                              | 0                              | 0                              | 0                              |
| 38                   | Fabian Böhm          | ARG                  | 1,98                 | TSV Hannover-Burgdorf    | 13                   | 18                   | 10                             | 3:24:48                        | 24                             | 0                              | 3                              | 0                              | 0                              |
| 48                   | Jannik Kohlbacher    | P                    | 1,93                 | Rhein-Neckar Löwen       | 47                   | 90                   | 10                             | 4:53:05                        | 24                             | 1                              | 4                              | 0                              | 0                              |
| 95                   | Paul Drux            | ARG                  | 1,92                 | Füchse Berlin            | 63                   | 123                  | 10                             | 4:29:12                        | 21                             | 1                              | 8                              | 1                              | 0                              |
| Moyenne              | Moyenne              | Moyenne              | 1,94                 |                          | 78                   | 146                  | Total                          | Total                          | 269                            | 18                             | 45                             | 2                              | 0                              |

Le banc allemand a écopé de cinq cartons jaunes.

### France
Documents officiels :  [PDF] Liste des 28 ; Effectif ; Statistiques
Encadrement
| Fonction      | Nom           | Nationalité |
| ------------- | ------------- | ----------- |
| Sélectionneur | Didier Dinart | France      |

Effectif
| Avant la compétition | Avant la compétition | Avant la compétition | Avant la compétition | Avant la compétition       | Avant la compétition | Avant la compétition | Statistiques de la compétition | Statistiques de la compétition | Statistiques de la compétition | Statistiques de la compétition | Statistiques de la compétition | Statistiques de la compétition | Statistiques de la compétition |
| N°                   | Joueur               | Pos.                 | Taille               | Club                       | Sél.                 | Buts                 | MJ                             | Temps                          | Buts                           |                                | Suspension                     |                                |                                |
| -------------------- | -------------------- | -------------------- | -------------------- | -------------------------- | -------------------- | -------------------- | ------------------------------ | ------------------------------ | ------------------------------ | ------------------------------ | ------------------------------ | ------------------------------ | ------------------------------ |
| 1                    | Cyril Dumoulin       | GB                   | 1,99                 | HBC Nantes                 | 78                   | 0                    | 10                             | 2:38:16                        | 0                              | 0                              | 0                              | 0                              | 0                              |
| 5                    | Nedim Remili         | ARD                  | 1,95                 | Paris Saint-Germain        | 46                   | 133                  | 10                             | 4:44:05                        | 28                             | 1                              | 4                              | 0                              | 0                              |
| 7                    | Romain Lagarde       | ARG                  | 1,94                 | HBC Nantes                 | 16                   | 15                   | 10                             | 2:13:29                        | 11                             | 1                              | 1                              | 0                              | 0                              |
| 9                    | Melvyn Richardson    | DC                   | 1,90                 | Montpellier Handball       | 5                    | 9                    | 6                              | 2:01:27                        | 26                             | 0                              | 0                              | 0                              | 0                              |
| 10                   | Dika Mem             | DC/ARD               | 1,94                 | FC Barcelone               | 28                   | 64                   | 10                             | 5:30:59                        | 27                             | 2                              | 5                              | 0                              | 0                              |
| 12                   | Vincent Gérard       | GB                   | 1,89                 | Montpellier Handball       | 74                   | 7                    | 10                             | 6:49:13                        | 2                              | 0                              | 0                              | 0                              | 0                              |
| 13                   | Nikola Karabatic     | DC                   | 1,96                 | Paris Saint-Germain        | 299                  | 1181                 | 6                              | 2:32:44                        | 4                              | 1                              | 3                              | 0                              | 0                              |
| 14                   | Kentin Mahé          | ALG/DC               | 1,86                 | Veszprém KSE               | 92                   | 302                  | 10                             | 3:12:16                        | 44                             | 0                              | 1                              | 0                              | 0                              |
| 15                   | Mathieu Grébille     | ALG                  | 1,98                 | Montpellier Handball       | 53                   | 79                   | 10                             | 3:50:31                        | 19                             | 0                              | 0                              | 0                              | 0                              |
| 17                   | Timothey N'Guessan   | ARG                  | 1,96                 | FC Barcelone               | 64                   | 118                  | 10                             | 4:31:20                        | 26                             | 1                              | 2                              | 0                              | 0                              |
| 19                   | Luc Abalo            | ALD                  | 1,82                 | Paris Saint-Germain        | 243                  | 759                  | 10                             | 4:53:49                        | 20                             | 0                              | 0                              | 0                              | 0                              |
| 20                   | Cédric Sorhaindo     | P                    | 1,92                 | FC Barcelone               | 202                  | 414                  | 4                              | 53:57                          | 0                              | 0                              | 0                              | 0                              | 0                              |
| 21                   | Michaël Guigou       | ALG                  | 1,80                 | Montpellier Handball       | 260                  | 902                  | 10                             | 5:12:42                        | 20                             | 0                              | 0                              | 0                              | 0                              |
| 22                   | Luka Karabatic       | P                    | 2,02                 | Paris Saint-Germain        | 84                   | 96                   | 10                             | 5:33:54                        | 8                              | 5                              | 7                              | 0                              | 0                              |
| 23                   | Ludovic Fabregas     | P                    | 1,98                 | FC Barcelone               | 50                   | 68                   | 10                             | 7:20:45                        | 28                             | 1                              | 6                              | 0                              | 0                              |
| 26                   | Nicolas Claire       | DC                   | 1,90                 | HBC Nantes                 | 33                   | 37                   | 4                              | 20:26                          | 1                              | 0                              | 0                              | 0                              | 0                              |
| 27                   | Adrien Dipanda       | ARD                  | 2,02                 | Saint-Raphaël Var Handball | 56                   | 84                   | 10                             | 2:26:08                        | 0                              | 0                              | 5                              | 0                              | 0                              |
| 28                   | Valentin Porte       | ARD/ALD              | 1,90                 | Montpellier Handball       | 100                  | 264                  | 10                             | 5:13:59                        | 14                             | 0                              | 2                              | 0                              | 0                              |
| Moyenne              | Moyenne              | Moyenne              | 1,92                 |                            | 99                   | 251                  | Total                          | Total                          | 278                            | 15                             | 36                             | 0                              | 0                              |

Le banc français a écopé de trois cartons jaunes.

### Corée unifiée
Documents officiels :  [PDF] Liste des 28 ; Effectif ; Statistiques
Remarque : pour faciliter l’intégration des joueurs nord-coréens sans pénaliser la Corée du Sud, l'équipe est composée de quatre joueurs nord-coréens en plus des seize joueurs sud-coréens.
Encadrement
| Fonction      | Nom            | Nationalité  |
| ------------- | -------------- | ------------ |
| Sélectionneur | Cho Young-shin | Corée du Sud |

Effectif
| Avant la compétition | Avant la compétition | Avant la compétition | Avant la compétition | Avant la compétition                   | Avant la compétition | Avant la compétition | Statistiques de la compétition | Statistiques de la compétition | Statistiques de la compétition | Statistiques de la compétition | Statistiques de la compétition | Statistiques de la compétition | Statistiques de la compétition |
| N°                   | Joueur               | Pos.                 | Taille               | Club                                   | Sél.                 | Buts                 | MJ                             | Temps                          | Buts                           |                                | Suspension                     |                                |                                |
| -------------------- | -------------------- | -------------------- | -------------------- | -------------------------------------- | -------------------- | -------------------- | ------------------------------ | ------------------------------ | ------------------------------ | ------------------------------ | ------------------------------ | ------------------------------ | ------------------------------ |
| 1                    | Park Jae-yong        | GB                   | 1,91                 | Université nationale du sport de Corée | 7                    |                      | 7                              | 6:41:16                        | 3                              | 0                              | 0                              | 0                              | 0                              |
| 2                    | Ri Kyong-song        | DC                   | 1,78                 | Corée du Nord                          | 0                    |                      | 7                              | 57:46                          | 2                              | 0                              | 0                              | 0                              | 0                              |
| 3                    | Pak Jong-gon         | ARG                  | 1,79                 | Corée du Nord                          | 0                    |                      | 7                              | 36:48                          | 2                              | 0                              | 0                              | 0                              | 0                              |
| 5                    | Choi Beom-mun        | ARG                  | 1,80                 | Chungnam Sports Council                | 6                    |                      | 7                              | 2:42:07                        | 5                              | 0                              | 2                              | 0                              | 0                              |
| 7                    | Jung Suyoung         | ARD                  | 1,85                 | Hanam City HC                          | 25                   |                      | 7                              | 4:17:05                        | 10                             | 0                              | 1                              | 0                              | 0                              |
| 9                    | Jo Tae-hun           | ARD                  | 1,83                 | Doosan HC                              | 6                    |                      | 7                              | 4:21:33                        | 20                             | 1                              | 0                              | 0                              | 0                              |
| 10                   | Park Young-jun       | ARG                  | 1,88                 | Korea Armed Forces Athletic Corps      | 5                    |                      | 7                              | 1:10:13                        | 3                              | 0                              | 6                              | 0                              | 0                              |
| 11                   | Jang Dong-hyun       | ALG                  | 1,80                 | SK Hawks                               | 11                   |                      | 7                              | 1:55:52                        | 17                             | 0                              | 0                              | 0                              | 0                              |
| 13                   | Park Dong-kwang      | ALD                  | 1,82                 | Hanam Sports Council                   | 8                    |                      | 7                              | 3:06:03                        | 5                              | 0                              | 0                              | 0                              | 0                              |
| 14                   | Ri Song-jin          | ARG                  | 1,78                 | Corée du Nord                          | 0                    |                      | 7                              | 1:03:52                        | 0                              | 0                              | 0                              | 0                              | 0                              |
| 15                   | Kim Dong-myung       | P                    | 1,95                 | Doosan HC                              | 5                    |                      | 7                              | 2:47:13                        | 19                             | 1                              | 2                              | 1                              | 0                              |
| 17                   | Na Seung-do          | ALD                  | 1,95                 | Doosan HC                              | 13                   |                      | 7                              | 3:10:55                        | 6                              | 1                              | 0                              | 0                              | 0                              |
| 20                   | Kang Tan             | DC                   | 1,86                 | Université nationale du sport de Corée | 2                    |                      | 7                              | 3:04:58                        | 24                             | 0                              | 0                              | 0                              | 0                              |
| 22                   | Seo Seung-hyun       | ALG                  | 1,78                 | Hanam City HC                          | 2                    |                      | 7                              | 52:10                          | 2                              | 0                              | 2                              | 0                              | 0                              |
| 23                   | Park Kwang-soon      | ARG                  | 1,87                 | Hanam City HC                          | 6                    |                      | 7                              | 2:20:05                        | 13                             | 1                              | 0                              | 0                              | 0                              |
| 24                   | Ri Yong-myong        | ARD                  | 1,85                 | Corée du Nord                          | 0                    |                      | 7                              | 27:31                          | 0                              | 0                              | 0                              | 0                              | 0                              |
| 34                   | Kang Jeong-gu        | DC                   | 1,79                 | Doosan HC                              | 6                    |                      | 7                              | 4:07:24                        | 36                             | 0                              | 0                              | 0                              | 0                              |
| 52                   | Jeong Jae-wan        | ARG                  | 1,90                 | Hanam City HC                          | 6                    |                      | 7                              | 2:38:33                        | 3                              | 1                              | 3                              | 0                              | 0                              |
| 88                   | Ku Change-un         | P                    | 1,90                 | Doosan HC                              | 10                   |                      | 7                              | 2:34:47                        | 7                              | 1                              | 3                              | 0                              | 0                              |
| 94                   | Ji Hyung-jin         | GB                   | 1,82                 | Université Kyung Hee                   | 4                    |                      | 7                              | 3:49                           | 0                              | 0                              | 0                              | 0                              | 0                              |
| Moyenne              | Moyenne              | Moyenne              | 1,84                 |                                        | 6                    |                      | Total                          | Total                          | 177                            | 6                              | 19                             | 1                              | 0                              |

### Russie
Documents officiels :  [PDF] Liste des 28 ; Effectif ; Statistiques
Encadrement
| Fonction      | Nom               | Nationalité |
| ------------- | ----------------- | ----------- |
| Sélectionneur | Édouard Kokcharov | Russie      |

Effectif
| Avant la compétition | Avant la compétition  | Avant la compétition | Avant la compétition | Avant la compétition   | Avant la compétition | Avant la compétition | Statistiques de la compétition | Statistiques de la compétition | Statistiques de la compétition | Statistiques de la compétition | Statistiques de la compétition | Statistiques de la compétition | Statistiques de la compétition |
| N°                   | Joueur                | Pos.                 | Taille               | Club                   | Sél.                 | Buts                 | MJ                             | Temps                          | Buts                           |                                | Suspension                     |                                |                                |
| -------------------- | --------------------- | -------------------- | -------------------- | ---------------------- | -------------------- | -------------------- | ------------------------------ | ------------------------------ | ------------------------------ | ------------------------------ | ------------------------------ | ------------------------------ | ------------------------------ |
| 1                    | Oleg Grams            | GB                   | 2,00                 | Dunkerque HBGL         | 139                  | 0                    | 7                              | 1:57:53                        | 0                              | 0                              | 0                              | 0                              | 0                              |
| 5                    | Dmitri Kisselev (en)  | ARD                  | 1,94                 | Vardar Skopje          | 31                   | 78                   | 6                              | 3:40:29                        | 9                              | 1                              | 6                              | 1                              | 0                              |
| 6                    | Daniel Chichkarev     | ALD                  | 1,91                 | Vardar Skopje          | 111                  | 280                  | 7                              | 3:29:21                        | 15                             | 1                              | 1                              | 0                              | 0                              |
| 7                    | Dimitri Kovalev       | ALD                  | 1,80                 | Spartak Moscou         | 201                  | 530                  | 7                              | 2:20:45                        | 17                             | 0                              | 0                              | 0                              | 0                              |
| 8                    | Igor Evdokimov        | P                    | 2,03                 | Spartak Moscou         | 132                  | 179                  | 5                              | 1:53:11                        | 2                              | 1                              | 5                              | 0                              | 0                              |
| 9                    | Alexandre Chkourinski | ARG                  | 1,93                 | HC Meshkov Brest       | 29                   | 47                   | 7                              | 4:30:39                        | 25                             | 0                              | 0                              | 0                              | 0                              |
| 16                   | Dmitri Pavlenko       | GB                   | 1,93                 | Medvedi Tchekhov       | 30                   | 0                    | 1                              | 10:55                          | 0                              | 0                              | 0                              | 0                              | 0                              |
| 17                   | Aleksandr Dereven     | ARG                  | 1,98                 | Spartak Moscou         | 23                   | 55                   | 7                              | 49:31                          | 4                              | 0                              | 0                              | 0                              | 0                              |
| 18                   | Sergueï Gorpichine    | P                    | 2,00                 | Handball Club Erlangen | 4                    | 3                    | 7                              | 3:17:42                        | 8                              | 0                              | 3                              | 0                              | 0                              |
| 21                   | Gleb Kalarach         | P                    | 2,05                 | Vardar Skopje          | 53                   | 81                   | 6                              | 2:34:28                        | 9                              | 1                              | 4                              | 0                              | 0                              |
| 23                   | Roman Ostachtchenko   | ALG                  | 1,88                 | Medvedi Tchekhov       | 19                   | 15                   | 7                              | 1:37:53                        | 5                              | 0                              | 1                              | 0                              | 0                              |
| 31                   | Timour Dibirov        | ALG                  | 1,80                 | Vardar Skopje          | 199                  | 684                  | 7                              | 5:23:31                        | 35                             | 2                              | 2                              | 1                              | 0                              |
| 34                   | Vitali Komogorov      | ARG                  | 1,96                 | Dinamo Bucarest        | 15                   | 13                   | 7                              | 1:37:05                        | 1                              | 0                              | 4                              | 0                              | 0                              |
| 43                   | Maxime Mikhaline      | P                    | 2,07                 | SKIF Krasnodar         | 9                    | 4                    | 3                              | 1:40:40                        | 4                              | 0                              | 4                              | 1                              | 0                              |
| 87                   | Viktor Kireev         | GB                   | 1,90                 | HC Motor Zaporijia     | 48                   | 0                    | 7                              | 4:13:09                        | 0                              | 0                              | 0                              | 0                              | 0                              |
| 89                   | Dimitri Zhitnikov     | DC                   | 1,97                 | SC Pick Szeged         | 112                  | 270                  | 7                              | 5:53:20                        | 33                             | 0                              | 6                              | 0                              | 0                              |
| 97                   | Alexeï Fokine         | ALD                  | 1,85                 | Kaustik Volgograd      | 0                    | 0                    | 7                              | 1:04:10                        | 4                              | 1                              | 0                              | 0                              | 0                              |
| 99                   | Sergueï Kossorotov    | ARG                  | 1,99                 | Medvedi Tchekhov       | 2                    | 3                    | 7                              | 2:45:20                        | 18                             | 1                              | 0                              | 0                              | 0                              |
| Moyenne              | Moyenne               | Moyenne              | 1,94                 |                        | 64                   | 124                  | Total                          | Total                          | 189                            | 10                             | 36                             | 3                              | 0                              |

Le banc russe a écopé de deux cartons jaunes.

### Serbie
Documents officiels :  [PDF] Liste des 28 ; Effectif ; Statistiques
Encadrement
| Fonction      | Nom             | Nationalité |
| ------------- | --------------- | ----------- |
| Sélectionneur | Nenad Peruničić | Monténégro  |

Effectif
| Avant la compétition | Avant la compétition | Avant la compétition | Avant la compétition | Avant la compétition | Avant la compétition | Avant la compétition | Statistiques de la compétition | Statistiques de la compétition | Statistiques de la compétition | Statistiques de la compétition | Statistiques de la compétition | Statistiques de la compétition | Statistiques de la compétition |
| N°                   | Joueur               | Pos.                 | Taille               | Club                 | Sél.                 | Buts                 | MJ                             | Temps                          | Buts                           |                                | Suspension                     |                                |                                |
| -------------------- | -------------------- | -------------------- | -------------------- | -------------------- | -------------------- | -------------------- | ------------------------------ | ------------------------------ | ------------------------------ | ------------------------------ | ------------------------------ | ------------------------------ | ------------------------------ |
| 2                    | Miljan Pušica        | ARG                  | 2,00                 | GWD Minden           | 23                   | 48                   | 7                              | 3:35:16                        | 3                              | 2                              | 8                              | 1                              | 0                              |
| 3                    | Vukašin Vorkapić     | ALD                  | 1,84                 | Metaloplastika Šabac | 9                    | 24                   | 7                              | 1:24:33                        | 0                              | 0                              | 0                              | 0                              | 0                              |
| 6                    | Miloš Orbović        | ARD                  | 1,96                 | CSU PM Timișoara     | 8                    | 14                   | 7                              | 1:25:59                        | 1                              | 0                              | 2                              | 0                              | 0                              |
| 7                    | Stefan Vujić         | DC                   | 1,92                 | Steaua Bucarest      | 13                   | 21                   | 7                              | 3:29:22                        | 5                              | 1                              | 4                              | 0                              | 0                              |
| 12                   | Svetislav Verkić     | GB                   | 1,89                 | Vojvodina Novi Sad   | 7                    | 0                    | 4                              | 1:28:12                        | 0                              | 0                              | 0                              | 0                              | 0                              |
| 14                   | Bogdan Radivojević   | ALD                  | 1,86                 | Rhein-Neckar Löwen   | 36                   | 54                   | 7                              | 5:37:26                        | 3                              | 0                              | 2                              | 0                              | 0                              |
| 15                   | Draško Nenadić       | ARG                  | 1,87                 | RK Celje             | 23                   | 21                   | 7                              | 3:50:17                        | 2                              | 0                              | 4                              | 1                              | 0                              |
| 19                   | Nemanja Ilić         | ALG                  | 1,77                 | Fenix Toulouse       | 56                   | 155                  | 7                              | 3:59:49                        | 6                              | 1                              | 2                              | 0                              | 0                              |
| 20                   | Ivan Mošić           | ARG                  | 1,96                 | CB Ademar León       | 2                    | 6                    | 7                              | 3:37:28                        | 0                              | 1                              | 3                              | 0                              | 0                              |
| 21                   | Vanja Ilić           | ALG                  | 1,86                 | BM Logroño La Rioja  | 12                   | 20                   | 7                              | 3:45:10                        | 0                              | 1                              | 1                              | 0                              | 0                              |
| 23                   | Zoran Nikolić        | P                    | 2,03                 | HCM Constanța        | 7                    | 18                   | 7                              | 2:29:57                        | 2                              | 1                              | 3                              | 0                              | 0                              |
| 24                   | Lazar Kukić          | DC                   | 1,87                 | BM Logroño La Rioja  | 2                    | 7                    | 7                              | 2:10:13                        | 4                              | 0                              | 1                              | 0                              | 0                              |
| 25                   | Nemanja Zelenović    | ARD                  | 1,94                 | Frisch Auf Göppingen | 56                   | 187                  | 1                              | 42:18                          | 2                              | 0                              | 0                              | 0                              | 0                              |
| 29                   | Milan Milić          | ARD                  | 1,99                 | Metaloplastika Šabac | 8                    | 23                   | 5                              | 47:56                          | 0                              | 0                              | 0                              | 0                              | 0                              |
| 33                   | Mijajlo Marsenić     | P                    | 2,03                 | Füchse Berlin        | 70                   | 119                  | 7                              | 4:38:55                        | 2                              | 3                              | 7                              | 0                              | 0                              |
| 42                   | Nemanja Obradović    | DC                   | 2,00                 | Wisła Płock          | 11                   | 17                   | 7                              | 57:38                          | 0                              | 0                              | 3                              | 0                              | 0                              |
| 76                   | Vladimir Cupara      | GB                   | 1,99                 | KS Kielce            | 26                   | 0                    | 5                              | 3:06:15                        | 0                              | 0                              | 0                              | 0                              | 0                              |
| 96                   | Dejan Milosavljev    | GB                   | 1,96                 | Vardar Skopje        | 15                   | 0                    | 5                              | 1:53:16                        | 0                              | 0                              | 0                              | 0                              | 0                              |
| Moyenne              | Moyenne              | Moyenne              | 1,93                 |                      | 21                   | 40                   | Total                          | Total                          | 187                            | 15                             | 40                             | 2                              | 0                              |

Le banc serbe a écopé de cinq cartons jaunes.

## Groupe B

### Bahreïn
Documents officiels :  [PDF] Liste des 28 ; Effectif ; Statistiques
Encadrement
| Fonction      | Nom               | Nationalité |
| ------------- | ----------------- | ----------- |
| Sélectionneur | Aron Kristjánsson | Islande     |

Effectif
| Avant la compétition | Avant la compétition | Avant la compétition | Avant la compétition | Avant la compétition | Avant la compétition | Avant la compétition | Statistiques de la compétition | Statistiques de la compétition | Statistiques de la compétition | Statistiques de la compétition | Statistiques de la compétition | Statistiques de la compétition | Statistiques de la compétition |
| N°                   | Joueur               | Pos.                 | Taille               | Club                 | Sél.                 | Buts                 | MJ                             | Temps                          | Buts                           |                                | Suspension                     |                                |                                |
| -------------------- | -------------------- | -------------------- | -------------------- | -------------------- | -------------------- | -------------------- | ------------------------------ | ------------------------------ | ------------------------------ | ------------------------------ | ------------------------------ | ------------------------------ | ------------------------------ |
| 1                    | Husain Mahfoodh      | GB                   | 1,75                 | Tobli                | 10                   | 1                    | 2                              | 36:52                          | 0                              | 0                              | 0                              | 0                              | 0                              |
| 7                    | Ali Merza            | ARD                  | 1,84                 | Al-Najma             | 80                   | 350                  | 7                              | 5:18:46                        | 17                             | 0                              | 3                              | 1                              | 0                              |
| 9                    | Hasan Al-Samahiji    | ALD                  | 1,77                 | Al-Ahli              | 40                   | 160                  | 7                              | 3:54:19                        | 5                              | 0                              | 1                              | 0                              | 0                              |
| 15                   | Mohamed Abdulredha   | ARG                  | 1,86                 | Alder HC             | 35                   | 70                   | 7                              | 2:18:26                        | 2                              | 2                              | 3                              | 2                              | 0                              |
| 17                   | Ahmed Husain         | DC                   | 1,80                 | Al Tadamon           | 30                   | 90                   | 4                              | 26:37                          | 2                              | 0                              | 0                              | 0                              | 0                              |
| 18                   | Ahmed Jalal          | ALG                  | 1,68                 | Shabab HC            | 25                   | 61                   | 7                              | 4:09:00                        | 13                             | 0                              | 2                              | 0                              | 0                              |
| 19                   | Mohamed Merza        | P                    | 1,93                 | Al-Najma             | 40                   | 120                  | 7                              | 4:55:28                        | 13                             | 0                              | 4                              | 0                              | 0                              |
| 21                   | Mohamed Abdulhusain  | GB                   | 1,90                 | Al-Najma             | 85                   | 25                   | 7                              | 4:45:26                        | 0                              | 0                              | 0                              | 0                              | 0                              |
| 27                   | Bilal Basham         | ALD                  | 1,74                 | Al-Najma             | 45                   | 135                  | 7                              | 3:40:40                        | 16                             | 1                              | 1                              | 0                              | 0                              |
| 29                   | Abdulla Yaseen       | ARG                  | 1,80                 | Shabab HC            | 30                   | 120                  | 7                              | 1:02:46                        | 2                              | 0                              | 2                              | 0                              | 0                              |
| 33                   | Hasan Madan          | ARG                  | 1,94                 | Alder HC             | 30                   | 90                   | 7                              | 2:41:42                        | 4                              | 0                              | 3                              | 0                              | 0                              |
| 66                   | Komail Mahfoodh      | ARG                  | 1,89                 | Al-Najma             | 50                   | 100                  | 5                              | 26:37                          | 4                              | 0                              | 0                              | 0                              | 0                              |
| 77                   | Jasim Al-Salatna     | ARG                  | 1,85                 | Al-Ahli              | 80                   | 240                  | 7                              | 3:10:53                        | 15                             | 0                              | 7                              | 0                              | 0                              |
| 86                   | Ali Khamis           | GB                   | 1,92                 | Ettifaq              | 45                   | 5                    | 5                              | 39:28                          | 0                              | 0                              | 0                              | 0                              | 0                              |
| 88                   | Hasan Al-Fardan      | P                    | 1,70                 | Al-Najma             | 75                   | 300                  | 4                              | 16:03                          | 2                              | 0                              | 0                              | 0                              | 0                              |
| 89                   | Mahdi Saad           | ALG                  | 1,73                 | Al-Najma             | 70                   | 210                  | 7                              | 2:04:03                        | 6                              | 0                              | 1                              | 0                              | 0                              |
| 93                   | Mohamed Habib        | ARD                  | 1,86                 | Barbar HC            | 85                   | 360                  | 7                              | 4:21:56                        | 24                             | 2                              | 3                              | 1                              | 0                              |
| 99                   | Husain Al-Sayyad     | DC                   | 1,75                 | Al-Najma             | 90                   | 145                  | 7                              | 4:11:31                        | 36                             | 0                              | 5                              | 0                              | 0                              |
| Moyenne              | Moyenne              | Moyenne              | 1,81                 |                      | 52                   | 143                  | Total                          | Total                          |                                |                                |                                |                                |                                |

Le banc de Bahreïn a écopé de trois cartons jaunes.

### Islande
Documents officiels :  [PDF] Liste des 28 ; Effectif ; Statistiques
Encadrement
| Fonction      | Nom                   | Nationalité |
| ------------- | --------------------- | ----------- |
| Sélectionneur | Guðmundur Guðmundsson | Islande     |

Effectif
| Avant la compétition | Avant la compétition       | Avant la compétition | Avant la compétition | Avant la compétition | Avant la compétition | Avant la compétition | Statistiques de la compétition | Statistiques de la compétition | Statistiques de la compétition | Statistiques de la compétition | Statistiques de la compétition | Statistiques de la compétition | Statistiques de la compétition |
| N°                   | Joueur                     | Pos.                 | Taille               | Club                 | Sél.                 | Buts                 | MJ                             | Temps                          | Buts                           |                                | Suspension                     |                                |                                |
| -------------------- | -------------------------- | -------------------- | -------------------- | -------------------- | -------------------- | -------------------- | ------------------------------ | ------------------------------ | ------------------------------ | ------------------------------ | ------------------------------ | ------------------------------ | ------------------------------ |
| 1                    | Björgvin Páll Gústavsson   | GB                   | 1,93                 | Skjern Håndbold      | 208                  | 11                   | 8                              | 5:54:25                        | 1                              | 1                              | 0                              | 0                              | 0                              |
| 4                    | Aron Pálmarsson            | ARG                  | 1,93                 | FC Barcelone         | 124                  | 490                  | 6                              | 3:46:35                        | 22                             | 0                              | 1                              | 0                              | 0                              |
| 8                    | Bjarki Már Elísson         | ALG                  | 1,91                 | Füchse Berlin        | 49                   | 106                  | 8                              | 5:09:28                        | 19                             | 1                              | 0                              | 0                              | 0                              |
| 10                   | Stefán Rafn Sigurmannsson  | ALG                  | 1,96                 | SC Pick Szeged       | 64                   | 83                   | 8                              | 2:47:24                        | 13                             | 0                              | 0                              | 0                              | 0                              |
| 11                   | Ýmir Örn Gíslason          | P                    | 1,92                 | Valur Reykjavík      | 14                   | 2                    | 8                              | 1:43:31                        | 3                              | 0                              | 1                              | 0                              | 0                              |
| 13                   | Ólafur Guðmundsson         | ARG                  | 1,94                 | IFK Kristianstad     | 98                   | 172                  | 8                              | 3:57:55                        | 22                             | 0                              | 3                              | 0                              | 0                              |
| 14                   | Ómar Ingi Magnússon        | ARD                  | 1,84                 | Aalborg Håndbold     | 31                   | 85                   | 8                              | 2:17:50                        | 17                             | 0                              | 0                              | 0                              | 0                              |
| 15                   | Daníel Þór Ingason         | ARG                  | 1,95                 | Haukar Hafnarfjörður | 13                   | 6                    | 8                              | 57:54                          | 0                              | 0                              | 2                              | 0                              | 0                              |
| 17                   | Arnór Þór Gunnarsson       | ALD                  | 1,81                 | Bergischer HC        | 91                   | 234                  | 6                              | 4:35:57                        | 37                             | 1                              | 1                              | 0                              | 0                              |
| 18                   | Gísli Þorgeir Kristjánsson | DC                   | 1,90                 | THW Kiel             | 8                    | 21                   | 8                              | 1:38:49                        | 7                              | 0                              | 0                              | 0                              | 0                              |
| 20                   | Ágúst Elí Björgvinsson     | GB                   | 1,90                 | IK Sävehof           | 16                   | 0                    | 8                              | 1:36:17                        | 0                              | 0                              | 0                              | 0                              | 0                              |
| 21                   | Arnar Freyr Arnarsson      | P                    | 2,01                 | IFK Kristianstad     | 34                   | 50                   | 8                              | 6:24:07                        | 12                             | 4                              | 8                              | 0                              | 0                              |
| 22                   | Sigvaldi Guðjónsson        | ALD                  | 1,91                 | Elverum Håndball     | 6                    | 14                   | 8                              | 3:23:28                        | 15                             | 0                              | 1                              | 0                              | 0                              |
| 23                   | Ólafur Gústafsson          | ARG                  | 1,98                 | KIF Kolding          | 26                   | 43                   | 8                              | 3:46:08                        | 2                              | 1                              | 10                             | 0                              | 0                              |
| 24                   | Haukur Þrastarson          | DC                   | 1,92                 | UMF Selfoss          | 4                    | 6                    | 2                              | 22:31                          | 2                              | 1                              | 0                              | 0                              | 0                              |
| 25                   | Elvar Örn Jónsson          | DC                   | 1,85                 | UMF Selfoss          | 5                    | 11                   | 8                              | 5:37:54                        | 26                             | 1                              | 3                              | 0                              | 0                              |
| 28                   | Óðinn Þór Ríkharðsson      | ALD                  | 1,81                 | GOG Håndbold         | 11                   | 42                   | 2                              | 0:00                           | 0                              | 0                              | 0                              | 0                              | 0                              |
| 31                   | Teitur Örn Einarsson       | ARD                  | 1,90                 | IFK Kristianstad     | 4                    | 1                    | 8                              | 1:59:47                        | 9                              | 0                              | 1                              | 0                              | 0                              |
| Moyenne              | Moyenne                    | Moyenne              | 1,90                 |                      | 44                   | 76                   | Total                          | Total                          | 207                            | 15                             | 0                              | 0                              | 0                              |

Le banc islandais a écopé de trois cartons jaunes.

### Japon
Documents officiels :  [PDF] Liste des 28 ; Effectif ; Statistiques
Encadrement
| Fonction      | Nom              | Nationalité |
| ------------- | ---------------- | ----------- |
| Sélectionneur | Dagur Sigurðsson | Islande     |

Effectif
| Avant la compétition | Avant la compétition | Avant la compétition | Avant la compétition | Avant la compétition   | Avant la compétition | Avant la compétition | Statistiques de la compétition | Statistiques de la compétition | Statistiques de la compétition | Statistiques de la compétition | Statistiques de la compétition | Statistiques de la compétition | Statistiques de la compétition |
| N°                   | Joueur               | Pos.                 | Taille               | Club                   | Sél.                 | Buts                 | MJ                             | Temps                          | Buts                           |                                | Suspension                     |                                |                                |
| -------------------- | -------------------- | -------------------- | -------------------- | ---------------------- | -------------------- | -------------------- | ------------------------------ | ------------------------------ | ------------------------------ | ------------------------------ | ------------------------------ | ------------------------------ | ------------------------------ |
| 1                    | Ryosuke Sasaki*      | GB                   | 1,92                 | Toyoda Gosei           | 6                    | 0                    | 1                              | 17:38                          | 0                              | 0                              | 0                              | 0                              | 0                              |
| 7                    | Daisuke Miyazaki     | ALG                  | 1,73                 | Osaki Osol             | 128                  | 580                  | 4                              | 1:58:07                        | 7                              | 0                              | 1                              | 0                              | 0                              |
| 10                   | Naoki Sugioka*       | ALG                  | 1,78                 | Toyota Auto Body       | 2                    | 1                    | 3                              | 14:21                          | 0                              | 0                              | 0                              | 0                              | 0                              |
| 13                   | Kenya Kasahara       | P                    | 1,96                 | Toyota Auto Body       | 38                   | 23                   | 7                              | 4:50:20                        | 6                              | 3                              | 1                              | 0                              | 0                              |
| 15                   | Adam Yuki Baig       | ARG                  | 1,94                 | Cesson Rennes MHB rés. | 9                    | 15                   | 7                              | 1:55:44                        | 7                              | 0                              | 2                              | 0                              | 0                              |
| 16                   | Akihito Kai          | GB                   | 1,84                 | Toyota Auto Body       | 77                   | 8                    | 7                              | 3:51:39                        | 1                              | 0                              | 0                              | 0                              | 0                              |
| 18                   | Kohei Narita         | ALG                  | 1,90                 | Wakunaga Leolic        | 50                   | 90                   | 7                              | 3:11:18                        | 8                              | 1                              | 3                              | 0                              | 0                              |
| 19                   | Shinnosuke Tokuda    | ARD                  | 1,78                 | Dabas VSE KC           | 3                    | 2                    | 7                              | 2:36:14                        | 21                             | 1                              | 1                              | 0                              | 0                              |
| 20                   | Jin Watanabe         | ARD                  | 1,83                 | Toyota Auto Body       | 49                   | 162                  | 7                              | 5:06:26                        | 23                             | 2                              | 5                              | 0                              | 0                              |
| 21                   | Rémi Feutrier        | ALG                  | 1,80                 | C' Chartres MHB        | 23                   | 53                   | 7                              | 4:14:04                        | 22                             | 0                              | 2                              | 0                              | 0                              |
| 24                   | Hiroki Shida         | ARG                  | 1,89                 | Osaki Osol             | 69                   | 204                  | 7                              | 2:31:12                        | 13                             | 0                              | 2                              | 1                              | 0                              |
| 25                   | Hiroki Motoki        | ALD                  | 1,82                 | Osaki Osol             | 55                   | 145                  | 7                              | 5:11:55                        | 20                             | 1                              | 4                              | 0                              | 0                              |
| 26                   | Yuki Kubo            | GB                   | 1,86                 | Daido Steel            | 32                   | 0                    | 6                              | 2:08:35                        | 1                              | 0                              | 0                              | 0                              | 0                              |
| 27                   | Hiroyasu Tamakawa    | P                    | 1,98                 | Osaki Osol             | 14                   | 13                   | 7                              | 2:30:43                        | 3                              | 0                              | 1                              | 0                              | 0                              |
| 29                   | Ryusei Okamoto       | P                    | 1,92                 | Toyoda Gosei           | 3                    | 7                    | 7                              | 54:27                          | 3                              | 0                              | 1                              | 0                              | 0                              |
| 31                   | Tatsuki Yoshino      | ARG                  | 1,82                 | Toyota Auto Body       | 2                    | 7                    | 7                              | 3:31:38                        | 15                             | 1                              | 0                              | 0                              | 0                              |
| 33                   | Yuto Agarie          | DC                   | 1,82                 | Daido Steel            | 25                   | 75                   | 7                              | 3:05:02                        | 21                             | 0                              | 1                              | 0                              | 0                              |
| 44                   | Tetsuya Kadoyama     | DC                   | 1,86                 | Toyota Auto Body       | 112                  | 342                  | 7                              | 50:37                          | 4                              | 0                              | 0                              | 0                              | 0                              |
| Moyenne              | Moyenne              | Moyenne              | 1,85                 |                        | 38                   | 95                   | Total                          | Total                          | 175                            | 12                             | 24                             | 1                              | 0                              |

Le banc japonais a écopé de trois cartons jaunes.

### Croatie
Documents officiels :  [PDF] Liste des 28 ; Effectif ; Statistiques
Encadrement
| Fonction      | Nom         | Nationalité |
| ------------- | ----------- | ----------- |
| Sélectionneur | Lino Červar | Croatie     |

Effectif
| Avant la compétition | Avant la compétition | Avant la compétition | Avant la compétition | Avant la compétition | Avant la compétition | Avant la compétition | Statistiques de la compétition | Statistiques de la compétition | Statistiques de la compétition | Statistiques de la compétition | Statistiques de la compétition | Statistiques de la compétition | Statistiques de la compétition |
| N°                   | Joueur               | Pos.                 | Taille               | Club                 | Sél.                 | Buts                 | MJ                             | Temps                          | Buts                           |                                | Suspension                     |                                |                                |
| -------------------- | -------------------- | -------------------- | -------------------- | -------------------- | -------------------- | -------------------- | ------------------------------ | ------------------------------ | ------------------------------ | ------------------------------ | ------------------------------ | ------------------------------ | ------------------------------ |
| 1                    | Ivan Stevanović      | GB                   | 1,93                 | Kadetten Schaffhouse | 59                   | 1                    | 9                              | 2:11:59                        | 1                              | 0                              | 0                              | 0                              | 0                              |
| 5                    | Domagoj Duvnjak      | DC                   | 1,97                 | THW Kiel             | 190                  | 617                  | 9                              | 5:19:33                        | 24                             | 1                              | 1                              | 0                              | 0                              |
| 7                    | Luka Stepančić       | ARD                  | 2,03                 | Paris Saint-Germain  | 71                   | 167                  | 9                              | 4:56:08                        | 31                             | 1                              | 1                              | 0                              | 0                              |
| 11                   | Ivan Vida            | ALD                  | 1,86                 | Nexe Našice          | 2                    | 3                    | 9                              | 1:43:24                        | 7                              | 0                              | 1                              | 0                              | 0                              |
| 13                   | Zlatko Horvat        | ALD                  | 1,79                 | RK Zagreb            | 163                  | 502                  | 9                              | 7:16:41                        | 39                             | 0                              | 1                              | 0                              | 0                              |
| 18                   | Igor Karačić         | DC                   | 1,89                 | Vardar Skopje        | 65                   | 154                  | 9                              | 5:08:06                        | 20                             | 1                              | 2                              | 0                              | 0                              |
| 21                   | Alen Blažević        | ARG                  | 1,99                 | SC Pick Szeged       | 14                   | 8                    | 8                              | 1:55:27                        | 0                              | 1                              | 1                              | 0                              | 0                              |
| 26                   | Manuel Štrlek        | ALG                  | 1,81                 | Veszprém KSE         | 151                  | 529                  | 9                              | 4:12:27                        | 29                             | 0                              | 1                              | 0                              | 0                              |
| 28                   | Željko Musa          | P                    | 2,00                 | SC Magdebourg        | 109                  | 82                   | 9                              | 5:56:03                        | 19                             | 5                              | 6                              | 0                              | 0                              |
| 32                   | Ivan Slišković       | ARG                  | 1,98                 | Frisch Auf Göppingen | 50                   | 123                  | 1                              | 10:42                          | 0                              | 0                              | 0                              | 0                              | 0                              |
| 33                   | Luka Cindrić         | DC                   | 1,82                 | KS Kielce            | 53                   | 130                  | 4                              | 1:09:20                        | 1                              | 2                              | 1                              | 0                              | 0                              |
| 39                   | David Mandić         | ALG                  | 1,87                 | RK Zagreb            | 9                    | 36                   | 6                              | 1:34:53                        | 9                              | 0                              | 0                              | 0                              | 0                              |
| 44                   | Krešimir Kozina      | P                    | 1,96                 | Frisch Auf Göppingen | 27                   | 28                   | 9                              | 5:40:06                        | 19                             | 0                              | 5                              | 0                              | 0                              |
| 45                   | Halil Jaganjac       | ARG                  | 2,00                 | Nexe Našice          | 15                   | 32                   | 5                              | 1:25:07                        | 4                              | 1                              | 1                              | 0                              | 0                              |
| 47                   | Jakov Vranković      | ARD                  | 2,00                 | Tatabánya KC         | 13                   | 24                   | 9                              | 3:55:59                        | 16                             | 2                              | 4                              | 0                              | 0                              |
| 53                   | Marin Šipić          | P                    | 2,04                 | Nexe Našice          | 7                    | 16                   | 9                              | 2:25:19                        | 18                             | 0                              | 1                              | 0                              | 0                              |
| 55                   | Marin Šego           | GB                   | 1,93                 | SC Pick Szeged       | 28                   | 1                    | 9                              | 5:41:17                        | 1                              | 0                              | 0                              | 0                              | 0                              |
| 56                   | Kristian Bećiri      | P                    | 2,02                 | RK Celje             | 2                    | 0                    | 3                              | 15:10                          | 1                              | 0                              | 0                              | 0                              | 0                              |
| 77                   | Damir Bičanić        | ARG                  | 1,94                 | RK Zagreb            | 92                   | 165                  | 9                              | 2:02:19                        | 11                             | 0                              | 1                              | 0                              | 0                              |
| Moyenne              | Moyenne              | Moyenne              | 1,93                 |                      | 57                   | 136                  | Total                          | Total                          | 250                            | 20                             | 27                             | 0                              | 0                              |

### Macédoine
Documents officiels :  [PDF] Liste des 28 ; Effectif ; Statistiques
Encadrement
| Fonction      | Nom                     | Nationalité |
| ------------- | ----------------------- | ----------- |
| Sélectionneur | Raúl González           | Espagne     |
| Adjoint       | Roberto García Parrondo | Espagne     |

Effectif
| Avant la compétition | Avant la compétition | Avant la compétition | Avant la compétition | Avant la compétition           | Avant la compétition | Avant la compétition | Statistiques de la compétition | Statistiques de la compétition | Statistiques de la compétition | Statistiques de la compétition | Statistiques de la compétition | Statistiques de la compétition | Statistiques de la compétition |
| N°                   | Joueur               | Pos.                 | Taille               | Club                           | Sél.                 | Buts                 | MJ                             | Temps                          | Buts                           |                                | Suspension                     |                                |                                |
| -------------------- | -------------------- | -------------------- | -------------------- | ------------------------------ | -------------------- | -------------------- | ------------------------------ | ------------------------------ | ------------------------------ | ------------------------------ | ------------------------------ | ------------------------------ | ------------------------------ |
| 1                    | Nikola Mitrevski     | GB                   | 1,88                 | HCM Constanța                  | 29                   | 2                    | 7                              | 2:43:37                        | 1                              | 0                              | 0                              | 0                              | 0                              |
| 3                    | Dejan Manaskov       | ALG                  | 1,80                 | Veszprém KSE                   | 62                   | 231                  | 7                              | 5:49:34                        | 33                             | 1                              | 3                              | 0                              | 0                              |
| 5                    | Stojanče Stoilov     | P                    | 1,92                 | Vardar Skopje                  | 56                   | 120                  | 7                              | 5:13:39                        | 14                             | 0                              | 2                              | 0                              | 0                              |
| 7                    | Kiril Lazarov        | ARD                  | 1,93                 | HBC Nantes                     | 195                  | 1374                 | 7                              | 4:23:25                        | 48                             | 0                              | 0                              | 0                              | 0                              |
| 10                   | Filip Čurlevski      | DC                   | 1,77                 | RK Eurofarm Rabotnik           | 0                    | 0                    | 7                              | 20:37                          | 1                              | 0                              | 0                              | 0                              | 0                              |
| 11                   | Filip Taleski        | ARG                  | 2,00                 | Rhein-Neckar Löwen             | 31                   | 69                   | 7                              | 5:15:04                        | 17                             | 0                              | 5                              | 0                              | 0                              |
| 14                   | Velko Markoski       | ARG                  | 1,94                 | HCM Constanța                  | 20                   | 0                    | 7                              | 2:36:32                        | 0                              | 3                              | 1                              | 0                              | 0                              |
| 16                   | Borko Ristovski      | GB                   | 1,90                 | Benfica Lisbonne               | 143                  | 4                    | 6                              | 2:47:16                        | 0                              | 0                              | 0                              | 0                              | 0                              |
| 18                   | Filip Kuzmanovski    | ARG                  | 1,98                 | RK Eurofarm Rabotnik           | 26                   | 31                   | 7                              | 5:50:46                        | 21                             | 2                              | 5                              | 0                              | 0                              |
| 21                   | Mario Tankoski       | ARG                  | 1,92                 | Metalurg Skopje                | 0                    | 0                    | 6                              | 55:02                          | 2                              | 0                              | 0                              | 0                              | 0                              |
| 22                   | Goce Georgievski     | ALD                  | 1,85                 | CSM Bucarest                   | 67                   | 128                  | 7                              | 3:14:02                        | 10                             | 1                              | 0                              | 0                              | 0                              |
| 23                   | Filip Lazarov        | ARG                  | 1,97                 | SG Ratingen 2011               | 70                   | 133                  | 7                              | 1:47:19                        | 7                              | 0                              | 1                              | 0                              | 0                              |
| 24                   | Zlatko Daskalovski   | GB                   | 1,93                 | ESSAHB Strasbourg Schiltigheim | 5                    | 0                    | 1                              | 9:42                           | 0                              | 0                              | 0                              | 0                              | 0                              |
| 25                   | Goran Krstevski      | DC                   | 1,96                 | RK Eurofarm Rabotnik           | 0                    | 0                    | 7                              | 1:10:43                        | 3                              | 0                              | 1                              | 0                              | 0                              |
| 28                   | Martin Popovski      | ALD                  | 1,77                 | Vardar Skopje                  | 16                   | 9                    | 7                              | 3:20:06                        | 9                              | 0                              | 3                              | 0                              | 0                              |
| 33                   | Žarko Peševski       | P                    | 1,95                 | HC Motor Zaporijia             | 27                   | 39                   | 7                              | 2:22:14                        | 24                             | 0                              | 0                              | 0                              | 0                              |
| 37                   | Milan Lazarevski     | P                    | 1,94                 | Metalurg Skopje                | 0                    | 0                    | 1                              | 0:00                           | 0                              | 0                              | 0                              | 0                              | 0                              |
| 77                   | Martin Serafimov     | ARD                  | 1,90                 | Metalurg Skopje                | 0                    | 0                    | 7                              | 1:00:22                        | 1                              | 0                              | 0                              | 0                              | 0                              |
| Moyenne              | Moyenne              | Moyenne              | 1,90                 |                                | 37,8                 | 121                  | Total                          | Total                          | 191                            | 7+1                            | 21                             | 0                              | 0                              |

Le banc macédonien a écopé d'un carton jaune.

### Espagne
Documents officiels :  [PDF] Liste des 28 ; Effectif ; Statistiques
Encadrement
| Fonction      | Nom          | Nationalité |
| ------------- | ------------ | ----------- |
| Sélectionneur | Jordi Ribera | Espagne     |

Effectif
| Avant la compétition | Avant la compétition    | Avant la compétition | Avant la compétition | Avant la compétition       | Avant la compétition | Avant la compétition | Statistiques de la compétition | Statistiques de la compétition | Statistiques de la compétition | Statistiques de la compétition | Statistiques de la compétition | Statistiques de la compétition | Statistiques de la compétition |
| N°                   | Joueur                  | Pos.                 | Taille               | Club                       | Sél.                 | Buts                 | MJ                             | Temps                          | Buts                           |                                | Suspension                     |                                |                                |
| -------------------- | ----------------------- | -------------------- | -------------------- | -------------------------- | -------------------- | -------------------- | ------------------------------ | ------------------------------ | ------------------------------ | ------------------------------ | ------------------------------ | ------------------------------ | ------------------------------ |
| 3                    | Eduardo Gurbindo        | ARD                  | 1,95                 | HBC Nantes                 | 112                  | 160                  | 9                              | 5:43:41                        | 7                              | 0                              | 4                              | 0                              | 0                              |
| 6                    | Ángel Fernández Pérez   | ALG                  | 1,92                 | KS Kielce                  | 35                   | 100                  | 9                              | 4:10:33                        | 15                             | 0                              | 2                              | 0                              | 0                              |
| 9                    | Raúl Entrerríos         | DC                   | 1,95                 | FC Barcelone               | 241                  | 528                  | 9                              | 5:15:24                        | 33                             | 1                              | 2                              | 0                              | 0                              |
| 10                   | Alex Dujshebaev         | ARD                  | 1,87                 | KS Kielce                  | 71                   | 176                  | 9                              | 2:54:11                        | 24                             | 2                              | 0                              | 0                              | 0                              |
| 11                   | Daniel Sarmiento        | DC                   | 1,86                 | Saint-Raphaël Var Handball | 98                   | 210                  | 7                              | 2:06:01                        | 12                             | 0                              | 0                              | 0                              | 0                              |
| 13                   | Julen Aguinagalde       | P                    | 1,95                 | KS Kielce                  | 172                  | 434                  | 9                              | 1:58:36                        | 14                             | 0                              | 0                              | 0                              | 0                              |
| 16                   | Arpad Šterbik           | GB                   | 2,00                 | Veszprém KSE               | 77                   | 0                    | 1                              | 35:29                          | 0                              | 0                              | 0                              | 0                              | 0                              |
| 21                   | Joan Cañellas           | ARG                  | 1,98                 | SC Pick Szeged             | 160                  | 416                  | 9                              | 4:47:52                        | 24                             | 1                              | 4                              | 0                              | 0                              |
| 24                   | Viran Morros            | ARG                  | 1,99                 | Paris Saint-Germain        | 199                  | 157                  | 9                              | 4:45:32                        | 0                              | 2                              | 8                              | 0                              | 0                              |
| 28                   | Aleix Gómez             | ALD                  | 1,80                 | FC Barcelone               | 8                    | 25                   | 9                              | 4:19:58                        | 23                             | 0                              | 1                              | 0                              | 0                              |
| 29                   | Aitor Ariño             | ALG                  | 1,87                 | FC Barcelone               | 32                   | 69                   | 9                              | 4:52:47                        | 17                             | 1                              | 1                              | 0                              | 0                              |
| 30                   | Gedeón Guardiola        | P                    | 2,00                 | Rhein-Neckar Löwen         | 12                   | 149                  | 9                              | 3:33:37                        | 12                             | 2                              | 2                              | 0                              | 0                              |
| 31                   | Iosu Goñi Leoz          | ARG                  | 1,95                 | Pays d’Aix UC              | 40                   | 67                   | 4                              | 1:08:58                        | 5                              | 0                              | 0                              | 0                              | 0                              |
| 33                   | Gonzalo Pérez de Vargas | GB                   | 1,90                 | FC Barcelone               | 85                   | 5                    | 9                              | 5:08:10                        | 2                              | 0                              | 0                              | 0                              | 0                              |
| 44                   | Rodrigo Corrales        | GB                   | 2,02                 | Paris Saint-Germain        | 45                   | 1                    | 8                              | 2:53:00                        | 0                              | 0                              | 0                              | 0                              | 0                              |
| 49                   | Ferrán Solé             | ALD                  | 1,78                 | Fenix Toulouse             | 20                   | 81                   | 9                              | 4:39:45                        | 58                             | 0                              | 0                              | 0                              | 0                              |
| 55                   | Adrià Figueras          | P                    | 1,92                 | BM Granollers              | 36                   | 83                   | 9                              | 1:54:16                        | 17                             | 0                              | 0                              | 0                              | 0                              |
| 59                   | Daniel Dujshebaev       | ARG                  | 1,97                 | KS Kielce                  | 23                   | 38                   | 6                              | 2:12:10                        | 11                             | 1                              | 1                              | 0                              | 0                              |
| Moyenne              | Moyenne                 | Moyenne              | 1,92                 |                            | 81                   | 149                  | Total                          | Total                          | 274                            | 11                             | 26                             | 0                              | 0                              |

Le banc espagnol a écopé d'un carton jaune et d'une exclusion temporaire de deux minutes.

## Groupe C

### Chili
Documents officiels :  [PDF] Liste des 28 ; Effectif ; Statistiques
Encadrement
| Fonction      | Nom            | Nationalité |
| ------------- | -------------- | ----------- |
| Sélectionneur | Mateo Garralda | Espagne     |

Effectif
| Avant la compétition | Avant la compétition  | Avant la compétition | Avant la compétition | Avant la compétition           | Avant la compétition | Avant la compétition | Statistiques de la compétition | Statistiques de la compétition | Statistiques de la compétition | Statistiques de la compétition | Statistiques de la compétition | Statistiques de la compétition | Statistiques de la compétition |
| N°                   | Joueur                | Pos.                 | Taille               | Club                           | Sél.                 | Buts                 | MJ                             | Temps                          | Buts                           |                                | Suspension                     |                                |                                |
| -------------------- | --------------------- | -------------------- | -------------------- | ------------------------------ | -------------------- | -------------------- | ------------------------------ | ------------------------------ | ------------------------------ | ------------------------------ | ------------------------------ | ------------------------------ | ------------------------------ |
| 1                    | Felipe Barrientos     | GB                   | 1,87                 | BM Zamora                      | 90                   | 2                    | 7                              | 4:27:44                        | 1                              | 0                              | 0                              | 0                              | 0                              |
| 2                    | Sebastián Ceballos    | ALG                  | 1,75                 | BM Zamora                      | 44                   | 64                   | 7                              | 4:56:15                        | 24                             | 0                              | 1                              | 0                              | 0                              |
| 4                    | Erwin Feuchtmann      | ARG                  | 1,90                 | Istres Provence Handball       | 48                   | 190                  | 7                              | 5:42:47                        | 46                             | 2                              | 6                              | 0                              | 0                              |
| 5                    | Elías Oyarzún         | ALG                  | 1,75                 | Balónmano Ovalle               | 20                   | 40                   | 7                              | 1:28:15                        | 6                              | 0                              | 1                              | 0                              | 0                              |
| 7                    | Diego Reyes           | ARG                  | 1,82                 | ARS Palma del Río              | 35                   | 40                   | 7                              | 1:31:48                        | 6                              | 0                              | 0                              | 0                              | 0                              |
| 9                    | Javier Frelijj        | P                    | 1,90                 | CD Luterano                    | 40                   | 45                   | 7                              | 4:21:09                        | 13                             | 2                              | 5                              | 0                              | 0                              |
| 10                   | Emil Feuchtmann       | DC                   | 1,76                 | Grand Nancy Métropole Handball | 119                  | 310                  | 7                              | 2:00:49                        | 17                             | 0                              | 0                              | 0                              | 0                              |
| 11                   | Esteban Salinas       | P                    | 1,80                 | Bidasoa Irún                   | 55                   | 95                   | 7                              | 3:10:04                        | 23                             | 0                              | 1                              | 0                              | 0                              |
| 12                   | Felipe García         | GB                   | 1,88                 | Italiano                       | 28                   | 1                    | 7                              | 2:19:01                        | 1                              | 0                              | 0                              | 0                              | 0                              |
| 17                   | Rodrigo Salinas Muñoz | ARD                  | 1,88                 | Bidasoa Irún                   | 78                   | 210                  | 7                              | 4:49:46                        | 29                             | 1                              | 0                              | 0                              | 0                              |
| 18                   | Julio Baumann         | DC                   | 1,85                 | sans club                      | 0                    | 0                    | 7                              | 31:41                          | 1                              | 0                              | 1                              | 0                              | 0                              |
| 20                   | Sebastián Pávez       | ALD                  | 1,82                 | BM Usab                        | 4                    | 9                    | 7                              | 6:23:25                        | 9                              | 1                              | 2                              | 0                              | 0                              |
| 29                   | Marco Oneto           | P                    | 2,04                 | sans club                      | 110                  | 175                  | 5                              | 1:31:26                        | 3                              | 0                              | 4                              | 0                              | 0                              |
| 30                   | Daniel Ayala          | ARD                  | 1,78                 | BM Usab                        | 16                   | 32                   | 7                              | 2:28:48                        | 3                              | 0                              | 0                              | 0                              | 0                              |
| 44                   | Aaron Codina          | DC                   | 1,93                 | Liceo Nacional de Maipú        | 10                   | 12                   | 7                              | 1:13:06                        | 4                              | 1                              | 1                              | 0                              | 0                              |
| 77                   | Víctor Donoso         | ARG                  | 1,90                 | Pallamano Junior Fasano        | 40                   | 45                   | 7                              | 2:31:49                        | 1                              | 1                              | 6                              | 0                              | 0                              |
| Moyenne              | Moyenne               | Moyenne              | 1,85                 |                                | 46                   | 79                   | Total                          | Total                          | 187                            | 11                             | 28                             | 0                              | 0                              |

Le banc chilien a écopé de trois cartons jaunes.

### Danemark
Documents officiels :  [PDF] Liste des 28 ; Effectif ; Statistiques
Encadrement
| Fonction      | Nom                      | Nationalité |
| ------------- | ------------------------ | ----------- |
| Sélectionneur | Nikolaj Bredahl Jacobsen | Danemark    |

Effectif
| Avant la compétition | Avant la compétition    | Avant la compétition | Avant la compétition | Avant la compétition   | Avant la compétition | Avant la compétition | Statistiques de la compétition | Statistiques de la compétition | Statistiques de la compétition | Statistiques de la compétition | Statistiques de la compétition | Statistiques de la compétition | Statistiques de la compétition |
| N°                   | Joueur                  | Pos.                 | Taille               | Club                   | Sél.                 | Buts                 | MJ                             | Temps                          | Buts                           |                                | Suspension                     |                                |                                |
| -------------------- | ----------------------- | -------------------- | -------------------- | ---------------------- | -------------------- | -------------------- | ------------------------------ | ------------------------------ | ------------------------------ | ------------------------------ | ------------------------------ | ------------------------------ | ------------------------------ |
| 1                    | Niklas Landin Jacobsen  | GB                   | 2,01                 | THW Kiel               | 187                  | 6                    | 10                             | 6:11:32                        | 3                              | 1                              | 0                              | 0                              | 0                              |
| 4                    | Magnus Landin Jacobsen  | ALG                  | 1,96                 | THW Kiel               | 40                   | 69                   | 10                             | 8:00:48                        | 33                             | 1                              | 5                              | 0                              | 0                              |
| 6                    | Casper Ulrich Mortensen | ALG                  | 1,90                 | FC Barcelone           | 118                  | 311                  | 8                              | 1:59:05                        | 14                             | 0                              | 0                              | 0                              | 0                              |
| 10                   | Nikolaj Markussen       | ARG                  | 2,12                 | Bjerringbro-Silkeborg  | 55                   | 125                  | 10                             | 1:20:39                        | 9                              | 0                              | 0                              | 0                              | 0                              |
| 11                   | Rasmus Lauge            | DC                   | 1,93                 | SG Flensburg-Handewitt | 105                  | 226                  | 10                             | 6:51:36                        | 44                             | 3                              | 4                              | 0                              | 0                              |
| 14                   | Anders Zachariassen     | P                    | 1,92                 | SG Flensburg-Handewitt | 23                   | 49                   | 10                             | 5:21:48                        | 29                             | 2                              | 5                              | 0                              | 0                              |
| 16                   | Jannick Green           | GB                   | 1,95                 | SC Magdebourg          | 111                  | 2                    | 10                             | 2:51:43                        | 0                              | 0                              | 0                              | 0                              | 0                              |
| 17                   | Lasse Svan Hansen       | ALD                  | 1,85                 | SG Flensburg-Handewitt | 196                  | 450                  | 10                             | 7:33:05                        | 28                             | 1                              | 1                              | 0                              | 0                              |
| 18                   | Hans Lindberg           | ALD                  | 1,88                 | Füchse Berlin          | 261                  | 729                  | 2                              | 36:39                          | 3                              | 0                              | 0                              | 0                              | 0                              |
| 19                   | René Toft Hansen        | P                    | 2,00                 | Veszprém KSE           | 114                  | 175                  | 5                              | 1:39:40                        | 5                              | 0                              | 2                              | 0                              | 0                              |
| 21                   | Henrik Møllgaard        | ARG                  | 1,96                 | Aalborg Håndbold       | 133                  | 163                  | 10                             | 5:24:05                        | 3                              | 6                              | 9                              | 0                              | 0                              |
| 22                   | Mads Mensah Larsen      | DC                   | 1,88                 | Rhein-Neckar Löwen     | 109                  | 213                  | 10                             | 5:45:44                        | 12                             | 1                              | 4                              | 0                              | 0                              |
| 23                   | Henrik Toft Hansen      | P                    | 2,00                 | Paris Saint-Germain    | 117                  | 210                  | 5                              | 1:08:56                        | 3                              | 0                              | 3                              | 0                              | 0                              |
| 24                   | Mikkel Hansen           | ARG                  | 1,92                 | Paris Saint-Germain    | 191                  | 907                  | 10                             | 6:09:51                        | 72                             | 0                              | 1                              | 0                              | 0                              |
| 25                   | Morten Olsen            | DC                   | 1,84                 | TSV Hannover-Burgdorf  | 77                   | 181                  | 10                             | 1:15:26                        | 16                             | 0                              | 0                              | 0                              | 0                              |
| 26                   | Jóhan Hansen            | ALD                  | 1,90                 | Bjerringbro-Silkeborg  | 13                   | 27                   | 8                              | 1:52:27                        | 9                              | 0                              | 0                              | 0                              | 0                              |
| 31                   | Nikolaj Ø. Nielsen      | ARD                  | 1,94                 | Bjerringbro-Silkeborg  | 22                   | 46                   | 10                             | 2:50:33                        | 21                             | 0                              | 3                              | 0                              | 0                              |
| 34                   | Simon Hald              | P                    | 2,03                 | SG Flensburg-Handewitt | 13                   | 10                   | 10                             | 3:06:23                        | 13                             | 0                              | 5                              | 0                              | 0                              |
| Moyenne              | Moyenne                 | Moyenne              | 1,93                 |                        | 110                  | 228                  | Total                          | Total                          | 317                            | 16                             | 42                             | 0                              | 0                              |

Le banc danois a écopé d'un carton jaune.

### Norvège
Documents officiels :  [PDF] Liste des 28 ; Effectif ; Statistiques
Encadrement
| Fonction      | Nom             | Nationalité |
| ------------- | --------------- | ----------- |
| Sélectionneur | Christian Berge | Norvège     |

Effectif
| Avant la compétition | Avant la compétition | Avant la compétition | Avant la compétition | Avant la compétition   | Avant la compétition | Avant la compétition | Statistiques de la compétition | Statistiques de la compétition | Statistiques de la compétition | Statistiques de la compétition | Statistiques de la compétition | Statistiques de la compétition | Statistiques de la compétition |
| N°                   | Joueur               | Pos.                 | Taille               | Club                   | Sél.                 | Buts                 | MJ                             | Temps                          | Buts                           |                                | Suspension                     |                                |                                |
| -------------------- | -------------------- | -------------------- | -------------------- | ---------------------- | -------------------- | -------------------- | ------------------------------ | ------------------------------ | ------------------------------ | ------------------------------ | ------------------------------ | ------------------------------ | ------------------------------ |
| 5                    | Sander Sagosen       | DC                   | 1,95                 | Paris Saint-Germain    | 78                   | 331                  | 10                             | 6:47:46                        | 51                             | 3                              | 3                              | 0                              | 0                              |
| 8                    | Bjarte Myrhol        | P                    | 1,94                 | Skjern Håndbold        | 223                  | 682                  | 10                             | 4:27:21                        | 40                             | 4                              | 1                              | 0                              | 0                              |
| 9                    | Henrik Jakobsen      | P                    | 1,96                 | Fenix Toulouse         | 30                   | 34                   | 8                              | 31:11                          | 2                              | 0                              | 1                              | 0                              | 0                              |
| 11                   | Petter Øverby        | P                    | 1,95                 | Handball Club Erlangen | 47                   | 15                   | 10                             | 1:13:58                        | 3                              | 0                              | 2                              | 0                              | 0                              |
| 16                   | Espen Christensen    | GB                   | 1,90                 | GWD Minden             | 85                   | 2                    | 10                             | 3:34:34                        | 0                              | 0                              | 0                              | 0                              | 0                              |
| 17                   | Magnus Jøndal        | ALG                  | 1,87                 | SG Flensburg-Handewitt | 125                  | 345                  | 10                             | 7:53:04                        | 59                             | 0                              | 0                              | 0                              | 0                              |
| 19                   | Kristian Bjørnsen    | ALD                  | 1,91                 | HSG Wetzlar            | 97                   | 452                  | 10                             | 8:07:31                        | 28                             | 0                              | 2                              | 0                              | 0                              |
| 21                   | Magnus Gullerud      | P                    | 1,96                 | GWD Minden             | 103                  | 116                  | 10                             | 5:06:53                        | 9                              | 1                              | 8                              | 0                              | 0                              |
| 23                   | Gøran Johannessen    | ARG                  | 1,94                 | SG Flensburg-Handewitt | 45                   | 77                   | 10                             | 4:11:16                        | 25                             | 0                              | 4                              | 0                              | 0                              |
| 24                   | Christian O'Sullivan | DC                   | 1,90                 | SC Magdebourg          | 94                   | 143                  | 10                             | 5:41:06                        | 12                             | 2                              | 2                              | 0                              | 0                              |
| 25                   | Eivind Tangen        | ARD                  | 1,95                 | Skjern Håndbold        | 64                   | 101                  | 10                             | 3:32:57                        | 13                             | 2                              | 3                              | 0                              | 0                              |
| 27                   | Harald Reinkind      | ARD                  | 1,96                 | THW Kiel               | 81                   | 162                  | 10                             | 2:26:36                        | 3                              | 1                              | 0                              | 0                              | 0                              |
| 30                   | Torbjørn Bergerud    | GB                   | 1,99                 | SG Flensburg-Handewitt | 55                   | 0                    | 10                             | 5:55:01                        | 0                              | 1                              | 0                              | 0                              | 0                              |
| 44                   | Kevin Gulliksen      | ALD                  | 1,80                 | GWD Minden             | 10                   | 7                    | 6                              | 1:19:25                        | 9                              | 0                              | 0                              | 0                              | 0                              |
| 71                   | Alexander Blonz      | ALG                  | 1,85                 | Viking HK Stavanger    | 0                    | 0                    | 10                             | 2:02:07                        | 15                             | 0                              | 0                              | 0                              | 0                              |
| 77                   | Magnus Abelvik Rød   | ARD                  | 2,04                 | SG Flensburg-Handewitt | 31                   | 35                   | 10                             | 5:08:52                        | 43                             | 2                              | 4                              | 0                              | 0                              |
| 89                   | Espen Lie Hansen     | ALG                  | 1,96                 | HBC Nantes             | 146                  | 433                  | 10                             | 2:00:22                        | 13                             | 0                              | 4                              | 0                              | 0                              |
| Moyenne              | Moyenne              | Moyenne              | 1,93                 |                        | 77                   | 172                  | Total                          | Total                          | 325                            | 19                             | 34                             | 0                              | 0                              |

Le banc norvégien a écopé de trois cartons jaunes.

### Autriche
Documents officiels :  [PDF] Liste des 28 ; Effectif ; Statistiques
Encadrement
| Fonction      | Nom                  | Nationalité |
| ------------- | -------------------- | ----------- |
| Sélectionneur | Patrekur Jóhannesson | Islande     |

Effectif
| Avant la compétition | Avant la compétition | Avant la compétition | Avant la compétition | Avant la compétition     | Avant la compétition | Avant la compétition | Statistiques de la compétition | Statistiques de la compétition | Statistiques de la compétition | Statistiques de la compétition | Statistiques de la compétition | Statistiques de la compétition | Statistiques de la compétition |
| N°                   | Joueur               | Pos.                 | Taille               | Club                     | Sél.                 | Buts                 | MJ                             | Temps                          | Buts                           |                                | Suspension                     |                                |                                |
| -------------------- | -------------------- | -------------------- | -------------------- | ------------------------ | -------------------- | -------------------- | ------------------------------ | ------------------------------ | ------------------------------ | ------------------------------ | ------------------------------ | ------------------------------ | ------------------------------ |
| 1                    | Thomas Bauer         | GB                   | 1,90                 | FC Porto                 | 139                  | 0                    | 3                              | 2:17:40                        | 0                              | 0                              | 0                              | 0                              | 0                              |
| 4                    | Maximilian Hermann   | ARD                  | 1,94                 | Alpla HC Hard            | 48                   | 103                  | 5                              | 1:13:03                        | 0                              | 0                              | 2                              | 0                              | 0                              |
| 6                    | Dominik Schmid       | DC                   | 1,93                 | Alpla HC Hard            | 53                   | 70                   | 2                              | 20:33                          | 2                              | 0                              | 1                              | 0                              | 0                              |
| 7                    | Janko Božović        | ARD                  | 2,04                 | TV Emsdetten             | 131                  | 325                  | 7                              | 4:15:36                        | 22                             | 2                              | 5                              | 0                              | 0                              |
| 8                    | Sebastian Spendier   | DC                   | 1,89                 | Handball Tirol           | 2                    | 0                    | 2                              | 1:15:47                        | 4                              | 0                              | 0                              | 0                              | 0                              |
| 12                   | Nikola Marinovic     | GB                   | 1,98                 | Kadetten Schaffhouse     | 165                  | 0                    | 4                              | 46:17                          | 0                              | 0                              | 0                              | 0                              | 0                              |
| 13                   | Frederic Wüstner     | ARG                  | 1,91                 | TSV St. Otmar St-Gall    | 2                    | 0                    | 7                              | 35:15                          | 0                              | 0                              | 2                              | 0                              | 0                              |
| 18                   | Ante Ešegović        | ARD                  | 1,93                 | Bregenz Handball         | 8                    | 14                   | 7                              | 4:35:10                        | 25                             | 0                              | 3                              | 0                              | 0                              |
| 20                   | Sebastian Frimmel    | ALG                  | 1,90                 | Kadetten Schaffhouse     | 38                   | 78                   | 7                              | 2:00:10                        | 1                              | 0                              | 0                              | 0                              | 0                              |
| 27                   | Marian Klopcic       | ALD                  | 1,84                 | Bregenz Handball         | 40                   | 37                   | 7                              | 4:51:54                        | 37                             | 0                              | 0                              | 0                              | 0                              |
| 28                   | Robert Weber         | ALD                  | 1,79                 | SC Magdebourg            | 158                  | 690                  | 7                              | 2:09:02                        | 5                              | 0                              | 3                              | 0                              | 0                              |
| 30                   | Boris Živković       | ARD                  | 1,95                 | Alpla HC Hard            | 10                   | 12                   | 7                              | 3:41:12                        | 15                             | 0                              | 2                              | 0                              | 0                              |
| 32                   | Gerald Zeiner        | DC                   | 1,90                 | Alpla HC Hard            | 34                   | 74                   | 5                              | 1:47:25                        | 7                              | 1                              | 2                              | 0                              | 0                              |
| 53                   | Nikola Bilyk         | DC                   | 1,98                 | THW Kiel                 | 51                   | 194                  | 7                              | 5:28:36                        | 27                             | 0                              | 2                              | 0                              | 0                              |
| 55                   | Tobias Wagner        | P                    | 1,98                 | Fivers Margareten        | 30                   | 48                   | 7                              | 2:30:32                        | 7                              | 2                              | 4                              | 0                              | 0                              |
| 56                   | Kristian Pilipovic   | GB                   | 1,90                 | Kadetten Schaffhouse     | 21                   | 0                    | 7                              | 3:17:00                        | 0                              | 0                              | 0                              | 0                              | 0                              |
| 85                   | Lukas Herburger      | P                    | 1,97                 | Kadetten Schaffhouse     | 11                   | 6                    | 7                              | 3:54:44                        | 9                              | 2                              | 3                              | 0                              | 0                              |
| 92                   | Raul Santos          | ALG                  | 1,80                 | SC DHfK Leipzig          | 72                   | 287                  | 7                              | 2:20:13                        | 7                              | 0                              | 1                              | 0                              | 0                              |
| 95                   | Romas Kirveliavičius | ARG                  | 2,00                 | HBW Balingen-Weilstetten | 35                   | 27                   | 7                              | 1:39:51                        | 4                              | 2                              | 5                              | 0                              | 0                              |
| Moyenne              | Moyenne              | Moyenne              | 1,92                 |                          | 55                   | 103                  | Total                          | Total                          | 172                            | 12                             | 35                             | 0                              | 0                              |

Le banc autrichien a écopé de quatre cartons jaunes.

### Arabie saoudite
Documents officiels :  [PDF] Liste des 28 ; Effectif ; Statistiques
Encadrement
| Fonction      | Nom         | Nationalité |
| ------------- | ----------- | ----------- |
| Sélectionneur | Boris Denič | Slovénie    |

Effectif
| Avant la compétition | Avant la compétition | Avant la compétition | Avant la compétition | Avant la compétition | Avant la compétition | Avant la compétition | Statistiques de la compétition | Statistiques de la compétition | Statistiques de la compétition | Statistiques de la compétition | Statistiques de la compétition | Statistiques de la compétition | Statistiques de la compétition |
| N°                   | Joueur               | Pos.                 | Taille               | Club                 | Sél.                 | Buts                 | MJ                             | Temps                          | Buts                           |                                | Suspension                     |                                |                                |
| -------------------- | -------------------- | -------------------- | -------------------- | -------------------- | -------------------- | -------------------- | ------------------------------ | ------------------------------ | ------------------------------ | ------------------------------ | ------------------------------ | ------------------------------ | ------------------------------ |
| 1                    | Mohammad Al-Salem    | GB                   | 1,85                 | Al-Noor              | 210                  | 14                   | 7                              | 2:49:14                        | 0                              | 0                              | 0                              | 0                              | 0                              |
| 3                    | Abdullah Al-Abbas    | ALG                  | 1,65                 | Al-Noor              | 52                   | 180                  | 7                              | 5:15:21                        | 25                             | 0                              | 0                              | 0                              | 0                              |
| 5                    | Hassan Al-Janabi     | P                    | 1,86                 | Mudhar Club          | 66                   | 79                   | 7                              | 3:44:16                        | 9                              | 0                              | 9                              | 1                              | 0                              |
| 7                    | Rami Al-Mutairi      | ARD                  | 1,72                 | Al-Arabi             | 75                   | 90                   | 7                              | 1:12:06                        | 0                              | 0                              | 2                              | 0                              | 0                              |
| 10                   | Ali Al-Ibrahim       | P                    | 1,81                 | Al-Khaligj           | 23                   | 52                   | 7                              | 3:24:16                        | 7                              | 1                              | 3                              | 0                              | 0                              |
| 13                   | Abdulazez Saeed      | ALD                  | 1,86                 | Al-Ahli              | 21                   | 17                   | 7                              | 2:55:21                        | 12                             | 0                              | 0                              | 0                              | 0                              |
| 15                   | Ahmad Al-Abdulali    | ALD                  | 1,82                 | Mudhar Club          | 120                  | 300                  | 7                              | 4:07:40                        | 10                             | 0                              | 1                              | 0                              | 0                              |
| 16                   | Abdullah Al-Salam    | ARG                  | 1,90                 | Mudhar Club          | 6                    | 2                    | 7                              | 3:37:07                        | 1                              | 0                              | 0                              | 0                              | 0                              |
| 18                   | Fahad Al-Farhan      | DC                   | 1,76                 | Al-Rawdhah           | 9                    | 1                    | 7                              | 1:33:46                        | 5                              | 1                              | 1                              | 0                              | 0                              |
| 23                   | Abdullah Al-Hulaili  | ALG                  | 1,74                 | Mudhar Club          | 21                   | 35                   | 4                              | 52:04                          | 1                              | 0                              | 0                              | 0                              | 0                              |
| 33                   | Adnan Radnah         | P                    | 1,91                 | Al-Ahli              | 0                    | 0                    | 3                              | 26:16                          | 1                              | 0                              | 0                              | 0                              | 0                              |
| 37                   | Mohammed Al-Abas     | DC                   | 1,70                 | Mudhar Club          | 81                   | 170                  | 7                              | 2:02:47                        | 13                             | 0                              | 0                              | 0                              | 0                              |
| 44                   | Mahdi Al-Salem       | ARG                  | 1,85                 | Al-Noor              | 126                  | 396                  | 7                              | 4:19:19                        | 33                             | 3                              | 8                              | 0                              | 0                              |
| 57                   | Mojtaba Al-Salem     | DC                   | 1,81                 | Al-Noor              | 43                   | 124                  | 7                              | 3:30:12                        | 26                             | 1                              | 5                              | 0                              | 0                              |
| 66                   | Abdulaziz Khayri     | ARD                  | 1,83                 | Al-Ahli              | 7                    | 15                   | 7                              | 5:03:20                        | 13                             | 1                              | 2                              | 0                              | 0                              |
| 90                   | Muneer Abu Alrahi    | ALG                  | 1,70                 | Mudhar Club          | 37                   | 63                   | 3                              | 55:14                          | 2                              | 0                              | 2                              | 0                              | 0                              |
| 93                   | Abdullah Al-Hammad   | ARG                  | 1,85                 | Al-Noor              | 90                   | 112                  | 4                              | 1:54:17                        | 4                              | 0                              | 3                              | 0                              | 0                              |
| 99                   | Abbas Al-Saffar      | ARG                  | 1,82                 | Mudhar Club          | 28                   | 41                   | 7                              | 1:17:24                        | 11                             | 0                              | 0                              | 0                              | 0                              |
| Moyenne              | Moyenne              | Moyenne              | 1,80                 |                      | 56                   | 93                   | Total                          | Total                          | 173                            | 11                             | 39                             | 1                              | 0                              |

Le banc saoudien a écopé de quatre cartons jaunes.

### Tunisie
Documents officiels :  [PDF] Liste des 28 ; Effectif ; Statistiques
Encadrement
| Fonction      | Nom         | Nationalité |
| ------------- | ----------- | ----------- |
| Sélectionneur | Toni Gerona | Espagne     |

Effectif
| Avant la compétition | Avant la compétition | Avant la compétition | Avant la compétition | Avant la compétition        | Avant la compétition | Avant la compétition | Statistiques de la compétition | Statistiques de la compétition | Statistiques de la compétition | Statistiques de la compétition | Statistiques de la compétition | Statistiques de la compétition | Statistiques de la compétition |
| N°                   | Joueur               | Pos.                 | Taille               | Club                        | Sél.                 | Buts                 | MJ                             | Temps                          | Buts                           |                                | Suspension                     |                                |                                |
| -------------------- | -------------------- | -------------------- | -------------------- | --------------------------- | -------------------- | -------------------- | ------------------------------ | ------------------------------ | ------------------------------ | ------------------------------ | ------------------------------ | ------------------------------ | ------------------------------ |
| 1                    | Makram Missaoui      | GB                   | 1,88                 | Dinamo Bucarest             | 188                  | 4                    | 8                              | 3:33:25                        | 0                              | 0                              | 0                              | 0                              | 0                              |
| 7                    | Ramzi Majdoub        | ALD                  | 1,88                 | Club africain               | 13                   | 34                   | 8                              | 5:02:14                        | 7                              | 1                              | 1                              | 0                              | 0                              |
| 10                   | Kamel Alouini        | DC                   | 1,82                 | Dinamo Bucarest             | 123                  | 251                  | 8                              | 2:04:13                        | 10                             | 1                              | 0                              | 0                              | 0                              |
| 12                   | Marouène Maggaiez    | GB                   | 1,92                 | Dinamo Bucarest             | 200                  | 3                    | 3                              | 2:00:49                        | 1                              | 0                              | 0                              | 0                              | 0                              |
| 13                   | Oussama Hosni        | ALD/ARD              | 1,92                 | Pontault-Combault Handball  | 94                   | 109                  | 8                              | 6:00:59                        | 16                             | 3                              | 3                              | 0                              | 0                              |
| 15                   | Khaled Haj Youssef   | DC                   | 1,89                 | Al-Sadd SC                  | 80                   | 56                   | 8                              | 2:30:10                        | 1                              | 0                              | 4                              | 0                              | 0                              |
| 17                   | Youssef Maaraf       | ARG                  | 1,95                 | Al Ahly                     | 13                   | 14                   | 8                              | 1:29:22                        | 1                              | 0                              | 0                              | 0                              | 0                              |
| 19                   | Mosbah Sanaï         | ARG                  | 1,91                 | Al-Nasr Sports Club         | 108                  | 303                  | 8                              | 5:00:05                        | 39                             | 2                              | 4                              | 1                              | 0                              |
| 20                   | Achraf Saafi         | DC                   | 1,85                 | Étoile sportive du Sahel    | 54                   | 115                  | 3                              | 8:17                           | 1                              | 0                              | 0                              | 0                              | 0                              |
| 21                   | Oussama Boughanmi    | ALG                  | 1,85                 | Espérance sportive de Tunis | 130                  | 584                  | 8                              | 5:31:43                        | 37                             | 1                              | 0                              | 0                              | 0                              |
| 39                   | Mohamed Soussi       | DC/ARG               | 1,94                 | Montpellier Handball        | 90                   | 141                  | 8                              | 5:47:43                        | 18                             | 2                              | 5                              | 0                              | 0                              |
| 42                   | Wael Jallouz         | ARG                  | 1,97                 | Füchse Berlin               | 126                  | 332                  | 5                              | 48:56                          | 3                              | 0                              | 1                              | 0                              | 0                              |
| 69                   | Jihed Jaballah       | P                    | 2,04                 | Selka Eskisehir             | 51                   | 89                   | 8                              | 2:27:54                        | 22                             | 0                              | 1                              | 0                              | 0                              |
| 89                   | Rafik Bacha          | ALG                  | 1,88                 | Étoile sportive du Sahel    | 27                   | 99                   | 8                              | 2:51:52                        | 14                             | 0                              | 0                              | 0                              | 0                              |
| 90                   | Marouan Chouiref     | P                    | 1,95                 | Tremblay-en-France          | 138                  | 215                  | 8                              | 4:34:17                        | 26                             | 4                              | 9                              | 0                              | 0                              |
| 92                   | Oussama Jaziri       | ARG                  | 1,91                 | Espérance sportive de Tunis | 19                   | 36                   | 8                              | 1:15:12                        | 3                              | 0                              | 2                              | 0                              | 0                              |
| 93                   | Ahmed Amine Bedoui   | GB                   | 1,93                 | Espérance sportive de Tunis | 10                   | 0                    | 5                              | 1:56:45                        | 0                              | 0                              | 0                              | 0                              | 0                              |
| 96                   | Anouar Ben Abdallah  | ALD                  | 1,86                 | Étoile sportive du Sahel    | 22                   | 33                   | 8                              | 3:11:36                        | 6                              | 1                              | 0                              | 0                              | 0                              |
| Moyenne              | Moyenne              | Moyenne              | 1,90                 |                             | 82                   | 134                  | Total                          | Total                          | 205                            | 17                             | 30                             | 1                              | 0                              |

Le banc tunisien a écopé de deux cartons jaunes.

## Groupe D

### Angola
Documents officiels :  [PDF] Liste des 28 ; Effectif ; Statistiques
Encadrement
| Fonction      | Nom         | Nationalité |
| ------------- | ----------- | ----------- |
| Sélectionneur | Filipe Cruz | Angola      |

Effectif
| Avant la compétition | Avant la compétition  | Avant la compétition | Avant la compétition | Avant la compétition   | Avant la compétition | Avant la compétition | Statistiques de la compétition | Statistiques de la compétition | Statistiques de la compétition | Statistiques de la compétition | Statistiques de la compétition | Statistiques de la compétition | Statistiques de la compétition |
| N°                   | Joueur                | Pos.                 | Taille               | Club                   | Sél.                 | Buts                 | MJ                             | Temps                          | Buts                           |                                | Suspension                     |                                |                                |
| -------------------- | --------------------- | -------------------- | -------------------- | ---------------------- | -------------------- | -------------------- | ------------------------------ | ------------------------------ | ------------------------------ | ------------------------------ | ------------------------------ | ------------------------------ | ------------------------------ |
| 2                    | Agnelo Quitongo       | P                    | 1,88                 | CD Primeiro de Agosto  | 5                    | 3                    | 7                              | 2:53:32                        | 3                              | 0                              | 7                              | 0                              | 0                              |
| 4                    | Gabriel Teca          | P                    | 1,92                 | CD Primeiro de Agosto  | 31                   | 28                   | 7                              | 5:38:26                        | 19                             | 1                              | 7                              | 1                              | 0                              |
| 5                    | Romé Hebo             | DC                   | 1,92                 | CD Primeiro de Agosto  | 54                   | 84                   | 7                              | 5:45:46                        | 34                             | 2                              | 6                              | 1                              | 0                              |
| 7                    | Cláudio Lopes         | DC                   | 1,77                 | CD Primeiro de Agosto  | 0                    | 0                    | 7                              | 1:10:47                        | 8                              | 0                              | 0                              | 0                              | 0                              |
| 8                    | Otiniel Pascoal       | ALD                  | 1,74                 | CD Primeiro de Agosto  | 0                    | 0                    | 7                              | 4:05:09                        | 9                              | 0                              | 1                              | 0                              | 0                              |
| 9                    | Adilson Maneco        | ALG                  | 1,79                 | CD Primeiro de Agosto  | 39                   | 42                   | 6                              | 3:30:33                        | 11                             | 1                              | 1                              | 0                              | 0                              |
| 10                   | Manuel Nascimento     | DC                   | 1,83                 | Marinha de Guerra      | 40                   | 90                   | 5                              | 2:39:19                        | 8                              | 0                              | 1                              | 0                              | 0                              |
| 11                   | Francisco Almeida     | ARG                  | 1,90                 | CD Primeiro de Agosto  | 0                    | 0                    | 6                              | 5:17                           | 0                              | 0                              | 1                              | 0                              | 0                              |
| 13                   | Aguinaldo Tati        | P                    | 2,00                 | CD Primeiro de Agosto  | 0                    | 0                    | 7                              | 50:43                          | 0                              | 0                              | 1                              | 0                              | 0                              |
| 14                   | Claúdio Chicola       | ALG                  | 1,90                 | GD Interclube          | 0                    | 0                    | 7                              | 2:45:51                        | 5                              | 0                              | 0                              | 0                              | 0                              |
| 16                   | Giovany Muachissengue | GB                   | 1,88                 | CD Primeiro de Agosto  | 53                   | 1                    | 7                              | 5:13:28                        | 0                              | 0                              | 0                              | 0                              | 0                              |
| 19                   | Elsemar Pedro         | ALG                  | 1,80                 | CD Primeiro de Agosto  | 39                   | 30                   | 7                              | 3:23:27                        | 5                              | 0                              | 1                              | 0                              | 0                              |
| 20                   | Custódio Gouveia      | GB                   | 1,91                 | Interclube Angola      | 0                    | 0                    | 7                              | 1:24:09                        | 0                              | 0                              | 0                              | 0                              | 0                              |
| 21                   | Adelino Pestana       | ALD                  | 1,86                 | Interclube Angola      | 49                   | 125                  | 7                              | 4:31:06                        | 29                             | 3                              | 3                              | 0                              | 0                              |
| 79                   | Edvaldo Ferreira      | ALD                  | 2,00                 | Smouha Club Alexandria | 31                   | 122                  | 7                              | 2:55:25                        | 30                             | 2                              | 1                              | 0                              | 0                              |
| 99                   | Declerck Sibo         | ARG                  | 1,92                 | CD Primeiro de Agosto  | 21                   | 19                   | 7                              | 2:07:02                        | 21                             | 1                              | 0                              | 0                              | 0                              |
| Moyenne              | Moyenne               | Moyenne              | 1,88                 |                        | 23                   | 34                   | Total                          | Total                          | 24                             | 10                             | 30                             | 2                              | 0                              |

### Argentine
Documents officiels :  [PDF] Liste des 28 ; Effectif ; Statistiques
Encadrement
| Fonction      | Nom            | Nationalité |
| ------------- | -------------- | ----------- |
| Sélectionneur | Manolo Cadenas | Espagne     |

Effectif
| Avant la compétition | Avant la compétition      | Avant la compétition | Avant la compétition | Avant la compétition  | Avant la compétition | Avant la compétition | Statistiques de la compétition | Statistiques de la compétition | Statistiques de la compétition | Statistiques de la compétition | Statistiques de la compétition | Statistiques de la compétition | Statistiques de la compétition |
| N°                   | Joueur                    | Pos.                 | Taille               | Club                  | Sél.                 | Buts                 | MJ                             | Temps                          | Buts                           |                                | Suspension                     |                                |                                |
| -------------------- | ------------------------- | -------------------- | -------------------- | --------------------- | -------------------- | -------------------- | ------------------------------ | ------------------------------ | ------------------------------ | ------------------------------ | ------------------------------ | ------------------------------ | ------------------------------ |
| 1                    | Matías Schulz             | GB                   | 1,90                 | Pfadi Winterthur      | 196                  | 4                    | 7                              | 3:00:59                        | 0                              | 0                              | 1                              | 0                              | 0                              |
| 2                    | Federico Gastón Fernández | ALG                  | 1,91                 | UNLu                  | 151                  | 551                  | 6                              | 4:10:22                        | 34                             | 0                              | 7                              | 0                              | 1                              |
| 4                    | Sebastián Simonet         | DC                   | 1,89                 | CB Ademar León        | 155                  | 345                  | 7                              | 2:38:44                        | 16                             | 1                              | 1                              | 0                              | 0                              |
| 7                    | Ignacio Pizarro           | ALG                  | 1,78                 | UNLu                  | 24                   | 59                   | 7                              | 3:08:31                        | 9                              | 2                              | 3                              | 0                              | 0                              |
| 8                    | Pablo Simonet             | DC                   | 1,85                 | CB Benidorm           | 83                   | 183                  | 7                              | 3:44:33                        | 20                             | 0                              | 0                              | 0                              | 0                              |
| 9                    | Santiago Baronetto        | ALD                  | 1,87                 | BM Ciudad Encantada   | 31                   | 14                   | 7                              | 4:25:31                        | 17                             | 0                              | 2                              | 0                              | 0                              |
| 10                   | Federico Matías Vieyra    | ARD                  | 1,92                 | CB Ademar León        | 190                  | 395                  | 7                              | 4:10:31                        | 12                             | 2                              | 2                              | 0                              | 0                              |
| 11                   | Lucas Moscariello         | P                    | 1,90                 | BM Ciudad Encantada   | 34                   | 52                   | 7                              | 4:45:16                        | 16                             | 4                              | 3                              | 0                              | 0                              |
| 13                   | Juan Pablo Fernández      | DC                   | 1,92                 | UNLu                  | 121                  | 163                  | 7                              | 47:41                          | 4                              | 0                              | 0                              | 0                              | 0                              |
| 15                   | Gonzalo Carou             | P                    | 1,90                 | CB Ademar León        | 240                  | 513                  | 6                              | 1:30:37                        | 1                              | 0                              | 1                              | 0                              | 0                              |
| 17                   | Manuel Crivelli           | DC                   | 1,78                 | Cavigal Nice Handball | 14                   | 19                   | 7                              | 3:17:03                        | 17                             | 0                              | 3                              | 0                              | 0                              |
| 18                   | Guillermo Fischer         | ARG                  | 2,00                 | SD Teucro             | 15                   | 22                   | 7                              | 1:02:43                        | 3                              | 1                              | 1                              | 0                              | 0                              |
| 20                   | Ramiro Martínez           | ARD                  | 1,80                 | MMT Seguros Zamora    | 9                    | 22                   | 7                              | 2:23:53                        | 8                              | 1                              | 1                              | 0                              | 0                              |
| 22                   | Gastón Mouriño            | P                    | 1,92                 | BM Valladolid         | 14                   | 23                   | 7                              | 2:08:48                        | 5                              | 0                              | 0                              | 0                              | 0                              |
| 40                   | Leonel Maciel             | GB                   | 1,92                 | BM Ciudad Encantada   | 52                   | 6                    | 7                              | 3:29:53                        | 0                              | 0                              | 0                              | 0                              | 0                              |
| 77                   | Nicolás Bonanno           | ARG                  | 1,98                 | BM Huesca             | 22                   | 21                   | 7                              | 4:14:55                        | 11                             | 2                              | 4                              | 0                              | 0                              |
| Moyenne              | Moyenne                   | Moyenne              | 1,89                 |                       | 84                   | 150                  | Total                          | Total                          | 173                            | 16                             | 30                             | 0                              | 1                              |

Le banc argentin a écopé de trois cartons jaunes et d'une exclusion temporaire de deux minutes.

### Égypte
Documents officiels :  [PDF] Liste des 28 ; Effectif ; Statistiques
Encadrement
| Fonction      | Nom         | Nationalité |
| ------------- | ----------- | ----------- |
| Sélectionneur | David Davis | Espagne     |

Effectif
| Avant la compétition | Avant la compétition | Avant la compétition | Avant la compétition | Avant la compétition | Avant la compétition | Avant la compétition | Statistiques de la compétition | Statistiques de la compétition | Statistiques de la compétition | Statistiques de la compétition | Statistiques de la compétition | Statistiques de la compétition | Statistiques de la compétition |
| N°                   | Joueur               | Pos.                 | Taille               | Club                 | Sél.                 | Buts                 | MJ                             | Temps                          | Buts                           |                                | Suspension                     |                                |                                |
| -------------------- | -------------------- | -------------------- | -------------------- | -------------------- | -------------------- | -------------------- | ------------------------------ | ------------------------------ | ------------------------------ | ------------------------------ | ------------------------------ | ------------------------------ | ------------------------------ |
| 5                    | Yahia Omar           | ARD                  | 1,95                 | Zamalek SC           | 81                   |                      | 9                              | 5:49:07                        | 30                             | 2                              | 2                              | 0                              | 0                              |
| 9                    | Eslam Issa           | DC                   | 1,90                 | Al Ahly SC           | 356                  |                      | 9                              | 5:14:13                        | 23                             | 1                              | 1                              | 0                              | 0                              |
| 17                   | Ahmed Khairy         | DC                   | 1,88                 | Al Ahly SC           | 82                   |                      | 9                              | 3:07:27                        | 7                              | 1                              | 2                              | 0                              | 0                              |
| 18                   | Mohamed Maher        | P                    | 1,95                 | Al-Jazira Club       | 25                   |                      | 3                              | 1:31                           | 0                              | 0                              | 0                              | 0                              | 0                              |
| 22                   | Omar Haggag          | ARG                  | 1,90                 | Al Ahly SC           | 192                  |                      | 7                              | 23:20                          | 7                              | 0                              | 0                              | 0                              | 0                              |
| 24                   | Ibrahim El-Masry     | P                    | 1,95                 | Al Ahly SC           | 149                  |                      | 9                              | 4:25:10                        | 1                              | 2                              | 7                              | 2                              | 0                              |
| 25                   | Wisam Nawar          | P                    | 1,85                 | Zamalek SC           | 146                  |                      | 6                              | 45:27                          | 4                              | 0                              | 0                              | 0                              | 0                              |
| 28                   | Abdelrahman Abdou    | ARG                  | 1,92                 | Al Ahly SC           | 45                   |                      | 9                              | 1:59:52                        | 0                              | 4                              | 5                              | 0                              | 0                              |
| 31                   | Omar El-Wakil        | ALG                  | 1,76                 | Al Ahly SC           | 188                  |                      | 9                              | 3:18:56                        | 8                              | 0                              | 4                              | 0                              | 0                              |
| 39                   | Yehia El-Deraa       | ARG                  | 1,90                 | Zamalek SC           | 136                  |                      | 9                              | 5:49:32                        | 24                             | 1                              | 2                              | 0                              | 0                              |
| 53                   | Akram Saad           | ALD                  | 1,82                 | Zamalek SC           | 80                   |                      | 2                              | 0:00                           | 0                              | 0                              | 0                              | 0                              | 0                              |
| 66                   | Ahmed El-Ahmar       | ARD                  | 1,89                 | Zamalek SC           | 696                  |                      | 9                              | 4:14:45                        | 40                             | 0                              | 0                              | 0                              | 0                              |
| 88                   | Karim Hendawy        | GB                   | 1,88                 | Beşiktaş JK Istanbul | 360                  |                      | 9                              | 6:11:58                        | 0                              | 0                              | 0                              | 0                              | 0                              |
| 89                   | Mohamed Mamdouh      | P                    | 1,91                 | Montpellier Handball | 166                  |                      | 9                              | 3:49:59                        | 33                             | 0                              | 1                              | 0                              | 0                              |
| 90                   | Ali Zein             | ARG                  | 1,94                 | Al Sharjah           | 230                  |                      | 9                              | 4:45:44                        | 29                             | 2                              | 4                              | 0                              | 0                              |
| 91                   | Mohammad Sanad       | ALD                  | 1,91                 | USAM Nîmes Gard      | 205                  |                      | 9                              | 6:43:01                        | 25                             | 0                              | 1                              | 0                              | 0                              |
| 92                   | Karim Abdelrahim     | ALG                  | 1,87                 | Zamalek SC           | 80                   |                      | 9                              | 4:02:42                        | 10                             | 1                              | 3                              | 1                              | 0                              |
| 96                   | Mohamed El-Tayar     | GB                   | 1,92                 | Al Ahly SC           | 42                   |                      | 9                              | 2:17:16                        | 0                              | 0                              | 0                              | 0                              | 0                              |
| Moyenne              | Moyenne              | Moyenne              | 1,89                 |                      | 181                  |                      | Total                          | Total                          | 160                            | 15                             | 32                             | 3                              | 0                              |

Le banc égyptien a écopé d'un carton jaune.

### Qatar
Documents officiels :  [PDF] Liste des 28 ; Effectif ; Statistiques
Encadrement
| Fonction      | Nom           | Nationalité |
| ------------- | ------------- | ----------- |
| Sélectionneur | Valero Rivera | Espagne     |

Effectif
| Avant la compétition | Avant la compétition | Avant la compétition | Avant la compétition | Avant la compétition   | Avant la compétition | Avant la compétition | Statistiques de la compétition | Statistiques de la compétition | Statistiques de la compétition | Statistiques de la compétition | Statistiques de la compétition | Statistiques de la compétition | Statistiques de la compétition |
| N°                   | Joueur               | Pos.                 | Taille               | Club                   | Sél.                 | Buts                 | MJ                             | Temps                          | Buts                           |                                | Suspension                     |                                |                                |
| -------------------- | -------------------- | -------------------- | -------------------- | ---------------------- | -------------------- | -------------------- | ------------------------------ | ------------------------------ | ------------------------------ | ------------------------------ | ------------------------------ | ------------------------------ | ------------------------------ |
| 1                    | Rasheed Yusuff       | GB                   | 1,89                 | Al-Sadd SC             | 67                   | 0                    | 7                              | 1:08:55                        | 0                              | 0                              | 0                              | 0                              | 0                              |
| 7                    | Bertrand Roiné       | ARD                  | 1,98                 | Al-Duhail SC           | 69                   | 158                  | 7                              | 1:14:40                        | 7                              | 1                              | 3                              | 0                              | 0                              |
| 9                    | Rafael Capote        | ARG                  | 2,00                 | Al-Duhail SC           | 62                   | 251                  | 5                              | 4:13:54                        | 18                             | 1                              | 2                              | 0                              | 0                              |
| 10                   | Frankis Marzo        | ARG                  | 1,91                 | Sporting CP Lisbonne   | 9                    | 46                   | 7                              | 3:27:02                        | 39                             | 0                              | 0                              | 0                              | 0                              |
| 12                   | Danijel Šarić        | GB                   | 1,91                 | Al-Duhail SC           | 50                   | 0                    | 7                              | 4:55:41                        | 0                              | 0                              | 0                              | 0                              | 0                              |
| 16                   | Anadin Suljaković    | GB                   | 1,96                 | Al-Ahli SC             | 11                   | 0                    | 7                              | 30:30                          | 1                              | 0                              | 0                              | 0                              | 0                              |
| 17                   | Firas Chaieb         | P                    | 1,94                 | Al-Duhail SC           | 38                   | 74                   | 7                              | 1:11:07                        | 5                              | 0                              | 0                              | 0                              | 0                              |
| 23                   | Allaedine Berrached  | ALD                  | 1,86                 | Al-Duhail SC           | 38                   | 70                   | 7                              | 5:13:25                        | 23                             | 0                              | 0                              | 0                              | 0                              |
| 24                   | Wajdi Sinen          | DC                   | 1,93                 | Al-Gharafa Sports Club | 71                   | 232                  | 7                              | 3:51:52                        | 18                             | 0                              | 9                              | 2                              | 0                              |
| 25                   | Kamalaldin Mallash   | DC                   | 1,85                 | Al-Rayyan SC           | 83                   | 155                  | 3                              | 24:17                          | 0                              | 0                              | 0                              | 0                              | 0                              |
| 29                   | Nidhal Aissa         | ALD                  | 1,82                 | Al-Wakrah SC           | 11                   | 17                   | 7                              | 1:50:22                        | 3                              | 0                              | 1                              | 0                              | 0                              |
| 31                   | Ahmad Madadi         | ALG                  | 1,75                 | Al-Duhail SC           | 44                   | 128                  | 6                              | 3:53:04                        | 13                             | 0                              | 2                              | 0                              | 0                              |
| 41                   | Youssef Benali       | P                    | 1,93                 | C' Chartres MHB        | 56                   | 149                  | 7                              | 5:59:17                        | 46                             | 2                              | 3                              | 0                              | 0                              |
| 86                   | Mahmoud Hassaballa   | ALG                  | 1,82                 | Al-Ahli SC             | 46                   | 89                   | 6                              | 2:04:17                        | 1                              | 0                              | 0                              | 0                              | 0                              |
| 92                   | Anis Zouaoui         | ALG                  | 1,84                 | Al-Wakrah SC           | 18                   | 95                   | 7                              | 2:46:18                        | 10                             | 2                              | 3                              | 0                              | 0                              |
| 93                   | Hamdi Ayed           | ALG                  | 1,78                 | Al-Sadd SC             | 36                   | 100                  | 1                              | 19:43                          | 2                              | 0                              | 0                              | 0                              | 0                              |
| 94                   | Ameen Zakkar         | P                    | 1,98                 | Al-Rayyan SC           | 46                   | 80                   | 7                              | 3:28:12                        | 0                              | 4                              | 7                              | 0                              | 0                              |
| 97                   | Moustafa Heiba       | DC                   | 1,84                 | Al-Wakrah SC           | 52                   | 147                  | 5                              | 2:04:56                        | 10                             | 0                              | 1                              | 0                              | 0                              |
| Moyenne              | Moyenne              | Moyenne              | 1,88                 |                        | 44                   | 99                   | Total                          | Total                          | 196                            | 12                             | 31                             | 2                              | 0                              |

Le banc qatarien a écopé de deux cartons jaunes.

### Suède
Documents officiels :  [PDF] Liste des 28 ; Effectif ; Statistiques
Encadrement
| Fonction      | Nom                | Nationalité |
| ------------- | ------------------ | ----------- |
| Sélectionneur | Kristján Andrésson | Islande     |

Effectif
| Avant la compétition | Avant la compétition | Avant la compétition | Avant la compétition | Avant la compétition   | Avant la compétition | Avant la compétition | Statistiques de la compétition | Statistiques de la compétition | Statistiques de la compétition | Statistiques de la compétition | Statistiques de la compétition | Statistiques de la compétition | Statistiques de la compétition |
| N°                   | Joueur               | Pos.                 | Taille               | Club                   | Sél.                 | Buts                 | MJ                             | Temps                          | Buts                           |                                | Suspension                     |                                |                                |
| -------------------- | -------------------- | -------------------- | -------------------- | ---------------------- | -------------------- | -------------------- | ------------------------------ | ------------------------------ | ------------------------------ | ------------------------------ | ------------------------------ | ------------------------------ | ------------------------------ |
| 5                    | Max Darj             | P                    | 1,92                 | Bergischer HC          | 39                   | 21                   | 9                              | 5:25:29                        | 1                              | 5                              | 8                              | 0                              | 0                              |
| 9                    | Jerry Tollbring      | ALG                  | 1,82                 | Rhein-Neckar Löwen     | 49                   | 149                  | 9                              | 5:46:54                        | 19                             | 0                              | 0                              | 0                              | 0                              |
| 10                   | Niclas Ekberg        | ALD                  | 1,91                 | THW Kiel               | 165                  | 675                  | 9                              | 4:04:06                        | 36                             | 0                              | 0                              | 0                              | 0                              |
| 12                   | Andreas Palicka      | GB                   | 1,89                 | Rhein-Neckar Löwen     | 85                   | 2                    | 9                              | 4:01:56                        | 2                              | 0                              | 0                              | 0                              | 0                              |
| 14                   | Jesper Konradsson    | DC                   | 1,84                 | Skjern Håndbold        | 41                   | 49                   | 2                              | 24:54                          | 1                              | 1                              | 1                              | 0                              | 0                              |
| 15                   | Hampus Wanne         | ALG                  | 1,85                 | SG Flensburg-Handewitt | 20                   | 42                   | 7                              | 3:02:41                        | 14                             | 0                              | 0                              | 0                              | 0                              |
| 17                   | Simon Jeppsson       | ARG                  | 2,03                 | SG Flensburg-Handewitt | 32                   | 74                   | 9                              | 52:42                          | 11                             | 0                              | 0                              | 0                              | 0                              |
| 18                   | Fredric Pettersson   | P                    | 2,01                 | Montpellier Handball   | 41                   | 49                   | 4                              | 1:03:58                        | 4                              | 1                              | 2                              | 0                              | 0                              |
| 20                   | Mikael Appelgren     | GB                   | 1,91                 | Rhein-Neckar Löwen     | 71                   | 1                    | 9                              | 4:21:40                        | 0                              | 0                              | 0                              | 0                              | 0                              |
| 23                   | Albin Lagergren      | ARD                  | 1,86                 | SC Magdebourg          | 34                   | 94                   | 9                              | 5:49:19                        | 26                             | 0                              | 5                              | 0                              | 0                              |
| 24                   | Jim Gottfridsson     | DC                   | 1,91                 | SG Flensburg-Handewitt | 66                   | 236                  | 5                              | 1:49:56                        | 13                             | 0                              | 1                              | 0                              | 0                              |
| 25                   | Linus Arnesson       | DC                   | 1,88                 | Bergischer HC          | 19                   | 17                   | 9                              | 4:21:40                        | 13                             | 1                              | 1                              | 1                              | 0                              |
| 32                   | Mattias Zachrisson   | ALD                  | 1,78                 | Füchse Berlin          | 116                  | 266                  | 9                              | 4:54:44                        | 32                             | 0                              | 1                              | 0                              | 0                              |
| 35                   | Andreas Nilsson      | P                    | 1,97                 | Veszprém KSE           | 120                  | 271                  | 9                              | 3:28:08                        | 31                             | 1                              | 1                              | 0                              | 0                              |
| 36                   | Jesper Nielsen       | P                    | 2,00                 | Rhein-Neckar Löwen     | 100                  | 134                  | 5                              | 2:23:47                        | 6                              | 2                              | 3                              | 0                              | 0                              |
| 55                   | Kim Andersson        | ARD                  | 2,00                 | Ystads IF              | 227                  | 799                  | 9                              | 3:31:24                        | 21                             | 0                              | 4                              | 0                              | 0                              |
| 60                   | Kim Ekdahl Du Rietz  | ARG                  | 1,94                 | Paris Saint-Germain    | 75                   | 225                  | 9                              | 4:12:46                        | 13                             | 2                              | 4                              | 0                              | 0                              |
| 65                   | Lukas Nilsson        | ARG                  | 1,94                 | THW Kiel               | 54                   | 133                  | 9                              | 3:23:56                        | 30                             | 1                              | 2                              | 0                              | 0                              |
| Moyenne              | Moyenne              | Moyenne              | 1,91                 |                        | 76                   | 179                  | Total                          | Total                          | 273                            | 15                             | 33                             | 1                              | 0                              |

Le banc suédois a écopé d'un carton jaune.

### Hongrie
Documents officiels :  [PDF] Liste des 28 ; Effectif ; Statistiques
Encadrement
| Fonction      | Nom             | Nationalité |
| ------------- | --------------- | ----------- |
| Sélectionneur | István Csoknyai | Hongrie     |

Effectif
| Avant la compétition | Avant la compétition | Avant la compétition | Avant la compétition | Avant la compétition | Avant la compétition | Avant la compétition | Statistiques de la compétition | Statistiques de la compétition | Statistiques de la compétition | Statistiques de la compétition | Statistiques de la compétition | Statistiques de la compétition | Statistiques de la compétition |
| N°                   | Joueur               | Pos.                 | Taille               | Club                 | Sél.                 | Buts                 | MJ                             | Temps                          | Buts                           |                                | Suspension                     |                                |                                |
| -------------------- | -------------------- | -------------------- | -------------------- | -------------------- | -------------------- | -------------------- | ------------------------------ | ------------------------------ | ------------------------------ | ------------------------------ | ------------------------------ | ------------------------------ | ------------------------------ |
| 2                    | Adrián Sipos         | P                    | 1,98                 | Tatabánya KC         | 6                    | 7                    | 8                              | 3:05:35                        | 4                              | 1                              | 7                              | 0                              | 0                              |
| 3                    | Ferenc Ilyés         | ARG                  | 1,98                 | Tatabánya KC         | 219                  | 509                  | 8                              | 2:15:18                        | 0                              | 1                              | 3                              | 0                              | 0                              |
| 5                    | Timuzsin Schuch      | P                    | 1,97                 | Ferencváros TC       | 164                  | 80                   | 4                              | 1:31:30                        | 0                              | 1                              | 1                              | 0                              | 0                              |
| 6                    | Ádám Juhász          | ALG                  | 1,83                 | Tatabánya KC         | 28                   | 64                   | 8                              | 1:28:20                        | 8                              | 0                              | 0                              | 0                              | 0                              |
| 7                    | Gábor Császár        | DC                   | 1,86                 | Kadetten Schaffhouse | 238                  | 837                  | 5                              | 40:13                          | 8                              | 0                              | 0                              | 0                              | 0                              |
| 9                    | Zsolt Balogh         | ARD                  | 1,89                 | SC Pick Szeged       | 45                   | 115                  | 5                              | 2:03:48                        | 38                             | 1                              | 1                              | 0                              | 0                              |
| 11                   | Patrik Ligetvári     | ARG                  | 2,01                 | CB Ademar León       | 28                   | 17                   | 8                              | 3:14:32                        | 7                              | 0                              | 2                              | 0                              | 0                              |
| 12                   | Márton Székely       | GB                   | 1,95                 | Tatabánya KC         | 27                   | 0                    | 8                              | 3:11:09                        | 0                              | 0                              | 0                              | 0                              | 0                              |
| 13                   | Bendegúz Bóka        | ALG                  | 1,95                 | Balatonfüredi KSE    | 11                   | 25                   | 8                              | 6:04:01                        | 19                             | 1                              | 3                              | 1                              | 0                              |
| 16                   | Roland Mikler        | GB                   | 1,90                 | Veszprém KSE         | 187                  | 0                    | 8                              | 4:12:16                        | 0                              | 0                              | 0                              | 0                              | 0                              |
| 19                   | László Nagy          | ARD                  | 2,08                 | Veszprém KSE         | 201                  | 732                  | 8                              | 4:38:27                        | 17                             | 1                              | 6                              | 0                              | 0                              |
| 22                   | Iman Jamali          | ARG                  | 2,00                 | Veszprém KSE         | 30                   | 74                   | 4                              | 1:17:27                        | 10                             | 0                              | 0                              | 0                              | 0                              |
| 23                   | Dominik Máthé        | ARD                  | 2,01                 | Balatonfüredi KSE    | 0                    | 0                    | 4                              | 1:01:45                        | 8                              | 0                              | 0                              | 0                              | 0                              |
| 27                   | Bence Bánhidi        | P                    | 2,06                 | SC Pick Szeged       | 52                   | 122                  | 8                              | 5:23:28                        | 24                             | 3                              | 7                              | 0                              | 0                              |
| 30                   | Zoltán Szita         | ARG                  | 1,96                 | Balatonfüredi KSE    | 2                    | 2                    | 3                              | 20:43                          | 5                              | 0                              | 0                              | 0                              | 0                              |
| 33                   | Gábor Ancsin         | ARD                  | 2,02                 | Ferencváros TC       | 103                  | 212                  | 4                              | 1:22:59                        | 4                              | 1                              | 3                              | 0                              | 0                              |
| 39                   | Richárd Bodó         | ARG                  | 2,03                 | SC Pick Szeged       | 51                   | 150                  | 8                              | 3:49:56                        | 23                             | 1                              | 2                              | 0                              | 0                              |
| 47                   | Péter Hornyák        | ALD                  | 1,75                 | Balatonfüredi KSE    | 23                   | 33                   | 8                              | 5:44:28                        | 11                             | 0                              | 0                              | 0                              | 0                              |
| 66                   | Máté Lékai           | DC                   | 1,90                 | Veszprém KSE         | 122                  | 322                  | 8                              | 4:34:05                        | 39                             | 0                              | 2                              | 0                              | 0                              |
| Moyenne              | Moyenne              | Moyenne              | 1,95                 |                      | 80                   | 173                  | Total                          | Total                          | 225                            | 12                             | 37                             | 1                              | 0                              |

Le banc hongrois a écopé d'un carton jaune.

## Statistiques

### Concernant les joueurs
| Joueur           | Nat.      | Date de naissance | Âge               |
| ---------------- | --------- | ----------------- | ----------------- |
| Nikola Marinovic | Autriche  | 29 août 1976      | 42 ans, 134 jours |
| Danijel Šarić    | / Qatar   | 27 juin 1977      | 41 ans, 197 jours |
| Gonzalo Carou    | Argentine | 15 août 1979      | 39 ans, 148 jours |
| Arpad Šterbik    | Espagne   | 20 novembre 1979  | 39 ans, 51 jours  |
| Kiril Lazarov    | Macédoine | 10 mai 1980       | 38 ans, 245 jours |

| Joueur            | Nat.            | Date de naissance | Âge               |
| ----------------- | --------------- | ----------------- | ----------------- |
| Husain Mahfoodh   | Bahreïn         | 29 juin 2001      | 17 ans, 195 jours |
| Haukur Þrastarson | Islande         | 14 avril 2001     | 17 ans, 271 jours |
| Alexander Blonz   | Norvège         | 17 avril 2000     | 18 ans, 268 jours |
| Pak Jong-gon      | / Corée unifiée | 25 mars 2000      | 18 ans, 291 jours |
| Martin Serafimov  | Macédoine       | 3 mars 2000       | 18 ans, 313 jours |

### Sélectionneurs par nationalité
Les sélectionneurs en gras représentent leur propre pays.
| Nb | Pays          | Sélectionneur(s) |
| -- | ------------- | --- |
| 7  | Espagne       | Manolo Cadenas (Argentine), David Davis (Égypte), Mateo Garralda (Chili), Toni Gerona (Tunisie), Raúl González (Macédoine), Jordi Ribera, Valero Rivera (Qatar), |
| 5  | Islande       | Kristján Andrésson (Suède), Guðmundur Guðmundsson, Patrekur Jóhannesson (Autriche), Aron Kristjánsson (Bahreïn), Dagur Sigurðsson (Japon)                        |
| 1  | Allemagne     | Christian Prokop |
| 1  | Angola        | Filipe Cruz |
| 1  | Brésil        | Washington Nunes |
| 1  | Croatie       | Lino Červar |
| 1  | Danemark      | Nikolaj Bredahl Jacobsen |
| 1  | France        | Didier Dinart |
| 1  | Hongrie       | István Csoknyai |
| 1  | Corée unifiée | Cho Young-shin |
| 1  | Norvège       | Christian Berge |
| 1  | Russie        | Édouard Kokcharov |
| 1  | Serbie        | Nenad Peruničić |
| 1  | Slovénie      | Boris Denič (Arabie saoudite) |

## Sources
Pour chaque équipe, trois documents officiels sont présentés au début de chaque paragraphe :
- Liste des 28 : liste des 28 joueurs donnée le 10 décembre 2018. Seuls les joueurs indiqués sur cette liste peuvent participer à la compétition
- Effectif : liste des joueurs (incluant taille, poids, date de naissance, club, nombre de sélections et de buts en sélection) ayant participé à la compétition : 16 joueurs initiaux et 0 à 3 remplaçants (provenant tous de la liste des 28)
- Statistiques : statistiques des joueurs ayant participé à la compétition (but marqués, tirs, sanctions, temps de jeu...)